# فهرست خورشیدگرفتگی‌های سده ۶ (میلادی)
این فهرست شامل خورشیدگرفتگی‌های سدهٔٔ ۶ میلادی است که در طی دورهٔ سال ۵۰۱ میلادی تا سال ۶۰۰ میلادی روی داده‌اند. در این دوره، ۲۵۱ خورشیدگرفتگی رخ داد که ۹۳ مورد آن خورشیدگرفتگی جزئی، ۸۷ مورد خورشیدگرفتگی حلقه‌ای، ۶۵ خورشیدگرفتگی کامل و ۶ مورد نیز از نوع خورشیدگرفتگی مرکب بود.
| تاریخ          | زمان بزرگ‌ترین گرفت | چرخهٔ ساروس | نوع    | قدر    | مدت زمان          | مکان                                            | مسیر گرفتگی            | ناحیهٔ جغرافیایی | منبع(ها) |
| -------------- | ------------------ | ---------- | ------ | ------ | ----------------- | ----------------------------------------------- | ---------------------- | --------------- | -------- |
| ۴ فوریه ۵۰۱    | ۰۰:۵۴:۵۱           | ۸۷         | کامل   | ۱٫۰۴۸۷ | ۰۴ دقیقه ۱۸ ثانیه | ۷°۲۴′جنوبی ۱۶۹°۳۰′غربی / ۷٫۴°جنوبی ۱۶۹٫۵°غربی   | ۱۶۴ کیلومتر (۱۰۲ مایل) |                 | [ ۱ ]    |
| ۳۱ ژوئیه ۵۰۱   | ۰۱:۳۷:۱۶           | ۹۲         | حلقه‌ای | ۰٫۹۴۲۷ | ۰۷ دقیقه ۱۴ ثانیه | ۷°۲۴′شمالی ۱۷۶°۰۶′شرقی / ۷٫۴°شمالی ۱۷۶٫۱°شرقی   | ۲۱۶ کیلومتر (۱۳۴ مایل) |                 | [ ۱ ]    |
| ۲۴ ژانویه ۵۰۲  | ۱۶:۵۷:۱۷           | ۹۷         | کامل   | ۱٫۰۳۷۸ | ۰۳ دقیقه ۰۶ ثانیه | ۳۵°۰۶′شمالی ۶۷°۳۰′غربی / ۳۵٫۱°شمالی ۶۷٫۵°غربی   | ۲۳۰ کیلومتر (۱۴۰ مایل) |                 | [ ۱ ]    |
| ۲۰ ژوئیه ۵۰۲   | ۰۳:۱۱:۳۶           | ۱۰۲        | حلقه‌ای | ۰٫۹۵۹۵ | ۰۳ دقیقه ۵۲ ثانیه | ۴۶°۵۴′جنوبی ۱۳۲°۳۰′شرقی / ۴۶٫۹°جنوبی ۱۳۲٫۵°شرقی | ۴۴۲ کیلومتر (۲۷۵ مایل) |                 | [ ۱ ]    |
| ۱۵ دسامبر ۵۰۲  | ۱۶:۲۳:۵۱           | ۶۹         | جزئی   | ۰٫۵۰۸۸ | —                 | ۶۶°۱۲′جنوبی ۱۲۸°۱۲′شرقی / ۶۶٫۲°جنوبی ۱۲۸٫۲°شرقی | —                      |                 | [ ۱ ]    |
| ۱۰ ژوئیه ۵۰۳   | ۰۲:۵۱:۰۴           | ۷۴         | کامل   | ۱٫۰۴۲۰ | ۰۲ دقیقه ۱۲ ثانیه | ۸۳°۴۲′شمالی ۲۷°۵۴′غربی / ۸۳٫۷°شمالی ۲۷٫۹°غربی   | ۴۸۳ کیلومتر (۳۰۰ مایل) |                 | [ ۱ ]    |
| ۴ دسامبر ۵۰۳   | ۱۹:۲۷:۱۰           | ۷۹         | حلقه‌ای | ۰٫۹۲۰۴ | ۰۷ دقیقه ۲۷ ثانیه | ۶۱°۰۶′جنوبی ۹۰°۵۴′غربی / ۶۱٫۱°جنوبی ۹۰٫۹°غربی   | ۳۸۴ کیلومتر (۲۳۹ مایل) |                 | [ ۱ ]    |
| ۲۹ مه ۵۰۴      | ۱۹:۲۶:۱۶           | ۸۴         | کامل   | ۱٫۰۸۱۳ | ۰۶ دقیقه ۴۴ ثانیه | ۳۳°۱۸′شمالی ۹۰°۱۲′غربی / ۳۳٫۳°شمالی ۹۰٫۲°غربی   | ۲۶۷ کیلومتر (۱۶۶ مایل) |                 | [ ۱ ]    |
| ۲۲ نوامبر ۵۰۴  | ۱۸:۲۵:۰۸           | ۸۹         | حلقه‌ای | ۰٫۹۲۲۲ | ۱۰ دقیقه ۴۲ ثانیه | ۱۷°۳۶′جنوبی ۷۵°۰۰′غربی / ۱۷٫۶°جنوبی ۷۵٫۰°غربی   | ۲۹۵ کیلومتر (۱۸۳ مایل) |                 | [ ۱ ]    |
| ۱۹ مه ۵۰۵      | ۱۲:۱۵:۰۵           | ۹۴         | کامل   | ۱٫۰۵۵۳ | ۰۵ دقیقه ۲۳ ثانیه | ۱۳°۴۲′جنوبی ۲۲°۰۶′شرقی / ۱۳٫۷°جنوبی ۲۲٫۱°شرقی   | ۲۲۰ کیلومتر (۱۴۰ مایل) |                 | [ ۱ ]    |
| ۱۱ نوامبر ۵۰۵  | ۲۰:۵۷:۴۲           | ۹۹         | حلقه‌ای | ۰٫۹۵۸۲ | ۰۴ دقیقه ۳۹ ثانیه | ۲۹°۰۰′شمالی ۱۰۶°۱۲′غربی / ۲۹٫۰°شمالی ۱۰۶٫۲°غربی | ۲۲۵ کیلومتر (۱۴۰ مایل) |                 | [ ۱ ]    |
| ۹ آوریل ۵۰۶    | ۱۲:۳۰:۵۰           | ۶۶         | جزئی   | ۰٫۳۱۷۴ | —                 | ۷۱°۳۰′شمالی ۹۹°۱۸′غربی / ۷۱٫۵°شمالی ۹۹٫۳°غربی   | —                      |                 | [ ۱ ]    |
| ۹ مه ۵۰۶       | ۰۰:۴۰:۱۱           | ۱۰۴        | جزئی   | ۰٫۳۱۷۹ | —                 | ۶۹°۳۰′جنوبی ۱۳۶°۳۰′غربی / ۶۹٫۵°جنوبی ۱۳۶٫۵°غربی | —                      |                 | [ ۱ ]    |
| ۲ اکتبر ۵۰۶    | ۲۰:۱۳:۲۰           | ۷۱         | جزئی   | ۰٫۴۲۶۶ | —                 | ۷۱°۴۲′جنوبی ۱۵۴°۱۲′شرقی / ۷۱٫۷°جنوبی ۱۵۴٫۲°شرقی | —                      |                 | [ ۱ ]    |
| ۱ نوامبر ۵۰۶   | ۰۶:۵۵:۰۵           | ۱۰۹        | جزئی   | ۰٫۳۰۱۹ | —                 | ۷۰°۱۸′شمالی ۱۳۷°۱۲′شرقی / ۷۰٫۳°شمالی ۱۳۷٫۲°شرقی | —                      |                 | [ ۱ ]    |
| ۲۹ مارس ۵۰۷    | ۱۴:۲۰:۵۵           | ۷۶         | حلقه‌ای | ۰٫۹۳۵۶ | ۰۶ دقیقه ۴۲ ثانیه | ۴۳°۱۸′شمالی ۲۶°۴۸′غربی / ۴۳٫۳°شمالی ۲۶٫۸°غربی   | ۳۱۸ کیلومتر (۱۹۸ مایل) |                 | [ ۱ ]    |
| ۲۲ سپتامبر ۵۰۷ | ۱۲:۲۷:۰۵           | ۸۱         | کامل   | ۱٫۰۵۱۶ | ۰۴ دقیقه ۰۶ ثانیه | ۳۶°۴۸′جنوبی ۰°۴۲′شرقی / ۳۶٫۸°جنوبی ۰٫۷°شرقی     | ۲۱۷ کیلومتر (۱۳۵ مایل) |                 | [ ۱ ]    |
| ۱۷ مارس ۵۰۸    | ۱۴:۵۲:۱۲           | ۸۶         | حلقه‌ای | ۰٫۹۵۲۵ | ۰۵ دقیقه ۵۲ ثانیه | ۴°۴۲′جنوبی ۱۶°۱۸′غربی / ۴٫۷°جنوبی ۱۶٫۳°غربی     | ۱۷۴ کیلومتر (۱۰۸ مایل) |                 | [ ۱ ]    |
| ۱۱ سپتامبر ۵۰۸ | ۰۲:۵۳:۰۵           | ۹۱         | مرکب   | ۱٫۰۱۷۳ | ۰۱ دقیقه ۴۵ ثانیه | ۸°۳۶′شمالی ۱۶۰°۲۴′شرقی / ۸٫۶°شمالی ۱۶۰٫۴°شرقی   | ۵۹ کیلومتر (۳۷ مایل)   |                 | [ ۱ ]    |
| ۶ مارس ۵۰۹     | ۲۰:۵۹:۰۵           | ۹۶         | حلقه‌ای | ۰٫۹۹۳۳ | ۰۰ دقیقه ۳۲ ثانیه | ۵۴°۳۶′جنوبی ۸۳°۵۴′غربی / ۵۴٫۶°جنوبی ۸۳٫۹°غربی   | ۳۹ کیلومتر (۲۴ مایل)   |                 | [ ۱ ]    |
| ۳۱ اوت ۵۰۹     | ۱۱:۱۸:۵۳           | ۱۰۱        | حلقه‌ای | ۰٫۹۵۷۹ | ۰۳ دقیقه ۲۲ ثانیه | ۶۲°۳۰′شمالی ۶۵°۰۶′شرقی / ۶۲٫۵°شمالی ۶۵٫۱°شرقی   | ۲۹۴ کیلومتر (۱۸۳ مایل) |                 | [ ۱ ]    |
| ۲۶ ژانویه ۵۱۰  | ۰۰:۱۵:۴۰           | ۶۸         | جزئی   | ۰٫۶۷۴۶ | —                 | ۶۹°۱۸′شمالی ۱۷۵°۱۲′شرقی / ۶۹٫۳°شمالی ۱۷۵٫۲°شرقی | —                      |                 | [ ۱ ]    |
| ۲۴ فوریه ۵۱۰   | ۰۹:۵۴:۵۰           | ۱۰۶        | جزئی   | ۰٫۱۴۱۹ | —                 | ۷۱°۱۸′جنوبی ۱۷۵°۳۶′شرقی / ۷۱٫۳°جنوبی ۱۷۵٫۶°شرقی | —                      |                 | [ ۱ ]    |
| ۲۱ ژوئیه ۵۱۰   | ۲۱:۰۸:۳۵           | ۷۳         | جزئی   | ۰٫۴۶۹۲ | —                 | ۶۸°۳۶′جنوبی ۱۳۱°۱۸′غربی / ۶۸٫۶°جنوبی ۱۳۱٫۳°غربی | —                      |                 | [ ۱ ]    |
| ۱۵ ژانویه ۵۱۱  | ۱۶:۰۰:۰۵           | ۷۸         | کامل   | ۱٫۰۳۲۳ | ۰۳ دقیقه ۱۴ ثانیه | ۱۰°۱۸′شمالی ۳۶°۲۴′غربی / ۱۰٫۳°شمالی ۳۶٫۴°غربی   | ۱۲۸ کیلومتر (۸۰ مایل)  |                 | [ ۱ ]    |
| ۱۱ ژوئیه ۵۱۱   | ۰۰:۱۳:۴۷           | ۸۳         | حلقه‌ای | ۰٫۹۸۳۱ | ۰۲ دقیقه ۰۵ ثانیه | ۷°۳۶′جنوبی ۱۶۰°۴۸′غربی / ۷٫۶°جنوبی ۱۶۰٫۸°غربی   | ۶۹ کیلومتر (۴۳ مایل)   |                 | [ ۱ ]    |
| ۵ ژانویه ۵۱۲   | ۰۳:۵۹:۰۳           | ۸۸         | حلقه‌ای | ۰٫۹۸۱۵ | ۰۱ دقیقه ۵۵ ثانیه | ۳۳°۰۰′جنوبی ۱۴۶°۰۶′شرقی / ۳۳٫۰°جنوبی ۱۴۶٫۱°شرقی | ۶۷ کیلومتر (۴۲ مایل)   |                 | [ ۱ ]    |
| ۲۹ ژوئیه ۵۱۲   | ۱۰:۳۰:۱۲           | ۹۳         | کامل   | ۱٫۰۴۱۸ | ۰۳ دقیقه ۳۷ ثانیه | ۴۰°۲۴′شمالی ۴۵°۰۰′شرقی / ۴۰٫۴°شمالی ۴۵٫۰°شرقی   | ۱۴۶ کیلومتر (۹۱ مایل)  |                 | [ ۱ ]    |
| ۲۴ دسامبر ۵۱۲  | ۰۸:۴۶:۵۷           | ۹۸         | حلقه‌ای | ۰٫۹۲۲۸ | ۰۵ دقیقه ۲۴ ثانیه | ۸۶°۴۲′جنوبی ۲°۱۲′شرقی / ۸۶٫۷°جنوبی ۲٫۲°شرقی     | ۷۰۲ کیلومتر (۴۳۶ مایل) |                 | [ ۱ ]    |
| ۲۰ مه ۵۱۳      | ۱۹:۵۲:۴۹           | ۶۵         | جزئی   | ۰٫۱۰۹۵ | —                 | ۶۳°۱۸′جنوبی ۵۴°۳۰′غربی / ۶۳٫۳°جنوبی ۵۴٫۵°غربی   | —                      |                 | [ ۱ ]    |
| ۱۹ ژوئیه ۵۱۳   | ۰۲:۲۵:۰۵           | ۱۰۳        | جزئی   | ۰٫۹۹۰۸ | —                 | ۶۵°۳۶′شمالی ۱°۳۶′شرقی / ۶۵٫۶°شمالی ۱٫۶°شرقی     | —                      |                 | [ ۱ ]    |
| ۱۳ نوامبر ۵۱۳  | ۱۳:۰۸:۱۸           | ۷۰         | جزئی   | ۰٫۱۷۷۰ | —                 | ۶۲°۴۲′شمالی ۵۱°۳۶′شرقی / ۶۲٫۷°شمالی ۵۱٫۶°شرقی   | —                      |                 | [ ۱ ]    |
| ۱۰ مه ۵۱۴      | ۱۱:۵۳:۳۳           | ۷۵         | کامل   | ۱٫۰۳۷۱ | ۰۳ دقیقه ۱۶ ثانیه | ۲۹°۳۶′جنوبی ۴۲°۰۰′شرقی / ۲۹٫۶°جنوبی ۴۲٫۰°شرقی   | ۱۹۴ کیلومتر (۱۲۱ مایل) |                 | [ ۱ ]    |
| ۲ نوامبر ۵۱۴   | ۱۷:۴۵:۱۹           | ۸۰         | حلقه‌ای | ۰٫۹۷۶۰ | ۰۲ دقیقه ۲۳ ثانیه | ۲۶°۴۲′شمالی ۴۸°۰۶′غربی / ۲۶٫۷°شمالی ۴۸٫۱°غربی   | ۱۲۰ کیلومتر (۷۵ مایل)  |                 | [ ۱ ]    |
| ۲۹ آوریل ۵۱۵   | ۲۲:۲۳:۳۸           | ۸۵         | حلقه‌ای | ۰٫۹۸۶۱ | ۰۱ دقیقه ۲۸ ثانیه | ۱۴°۰۶′شمالی ۱۳۳°۳۶′غربی / ۱۴٫۱°شمالی ۱۳۳٫۶°غربی | ۴۹ کیلومتر (۳۰ مایل)   |                 | [ ۱ ]    |
| ۲۳ اکتبر ۵۱۵   | ۰۵:۳۶:۱۳           | ۹۰         | کامل   | ۱٫۰۳۵۱ | ۰۳ دقیقه ۰۴ ثانیه | ۱۲°۳۰′جنوبی ۱۱۵°۱۲′شرقی / ۱۲٫۵°جنوبی ۱۱۵٫۲°شرقی | ۱۱۸ کیلومتر (۷۳ مایل)  |                 | [ ۱ ]    |
| ۱۸ آوریل ۵۱۶   | ۰۱:۳۸:۵۶           | ۹۵         | حلقه‌ای | ۰٫۹۴۱۵ | ۰۵ دقیقه ۰۱ ثانیه | ۵۳°۰۶′شمالی ۱۴۳°۱۲′شرقی / ۵۳٫۱°شمالی ۱۴۳٫۲°شرقی | ۳۲۹ کیلومتر (۲۰۴ مایل) |                 | [ ۱ ]    |
| ۱۱ اکتبر ۵۱۶   | ۲۱:۲۲:۲۳           | ۱۰۰        | کامل   | ۱٫۰۴۸۷ | ۰۳ دقیقه ۲۳ ثانیه | ۴۴°۵۴′جنوبی ۱۴۷°۴۲′غربی / ۴۴٫۹°جنوبی ۱۴۷٫۷°غربی | ۲۱۹ کیلومتر (۱۳۶ مایل) |                 | [ ۱ ]    |
| ۸ مارس ۵۱۷     | ۱۱:۰۱:۵۴           | ۶۷         | جزئی   | ۰٫۳۱۵۵ | —                 | ۶۰°۵۴′جنوبی ۱۳۷°۴۸′شرقی / ۶۰٫۹°جنوبی ۱۳۷٫۸°شرقی | —                      |                 | [ ۱ ]    |
| ۷ آوریل ۵۱۷    | ۰۱:۵۹:۰۵           | ۱۰۵        | جزئی   | ۰٫۱۲۵۳ | —                 | ۶۱°۰۰′شمالی ۷۰°۰۶′شرقی / ۶۱٫۰°شمالی ۷۰٫۱°شرقی   | —                      |                 | [ ۱ ]    |
| ۲ سپتامبر ۵۱۷  | ۰۱:۰۹:۳۱           | ۷۲         | جزئی   | ۰٫۴۳۸۸ | —                 | ۶۱°۰۶′شمالی ۷۱°۰۰′غربی / ۶۱٫۱°شمالی ۷۱٫۰°غربی   | —                      |                 | [ ۱ ]    |
| ۱ اکتبر ۵۱۷    | ۱۲:۲۲:۵۰           | ۱۱۰        | جزئی   | ۰٫۲۵۳۵ | —                 | ۶۱°۰۰′جنوبی ۸۲°۳۰′غربی / ۶۱٫۰°جنوبی ۸۲٫۵°غربی   | —                      |                 | [ ۱ ]    |
| ۲۵ فوریه ۵۱۸   | ۱۹:۰۸:۲۵           | ۷۷         | مرکب   | ۱٫۰۱۰۴ | ۰۰ دقیقه ۵۰ ثانیه | ۳۹°۳۶′جنوبی ۵۹°۳۶′غربی / ۳۹٫۶°جنوبی ۵۹٫۶°غربی   | ۴۴ کیلومتر (۲۷ مایل)   |                 | [ ۱ ]    |
| ۲۲ اوت ۵۱۸     | ۰۷:۳۷:۱۴           | ۸۲         | حلقه‌ای | ۰٫۹۵۲۴ | ۰۴ دقیقه ۲۱ ثانیه | ۴۴°۰۶′شمالی ۱۱۱°۰۰′شرقی / ۴۴٫۱°شمالی ۱۱۱٫۰°شرقی | ۲۱۶ کیلومتر (۱۳۴ مایل) |                 | [ ۱ ]    |
| ۱۵ فوریه ۵۱۹   | ۰۹:۱۹:۵۶           | ۸۷         | کامل   | ۱٫۰۵۳۰ | ۰۴ دقیقه ۳۳ ثانیه | ۵°۱۲′جنوبی ۶۳°۳۶′شرقی / ۵٫۲°جنوبی ۶۳٫۶°شرقی     | ۱۷۷ کیلومتر (۱۱۰ مایل) |                 | [ ۱ ]    |
| ۱۱ اوت ۵۱۹     | ۰۸:۲۰:۲۰           | ۹۲         | حلقه‌ای | ۰٫۹۴۰۶ | ۰۷ دقیقه ۱۴ ثانیه | ۸°۲۴′شمالی ۷۵°۳۰′شرقی / ۸٫۴°شمالی ۷۵٫۵°شرقی     | ۲۲۲ کیلومتر (۱۳۸ مایل) |                 | [ ۱ ]    |
| ۵ فوریه ۵۲۰    | ۰۱:۲۹:۱۴           | ۹۷         | کامل   | ۱٫۰۳۹۵ | ۰۳ دقیقه ۱۰ ثانیه | ۳۵°۱۲′شمالی ۱۶۱°۰۶′شرقی / ۳۵٫۲°شمالی ۱۶۱٫۱°شرقی | ۲۲۸ کیلومتر (۱۴۲ مایل) |                 | [ ۱ ]    |
| ۳۰ ژوئیه ۵۲۰   | ۱۰:۰۴:۲۷           | ۱۰۲        | حلقه‌ای | ۰٫۹۶۲۶ | ۰۳ دقیقه ۴۵ ثانیه | ۳۸°۱۸′جنوبی ۲۹°۳۰′شرقی / ۳۸٫۳°جنوبی ۲۹٫۵°شرقی   | ۲۶۸ کیلومتر (۱۶۷ مایل) |                 | [ ۱ ]    |
| ۲۶ دسامبر ۵۲۰  | ۰۰:۴۸:۳۳           | ۶۹         | جزئی   | ۰٫۴۹۶۹ | —                 | ۶۵°۰۶′جنوبی ۹°۰۰′غربی / ۶۵٫۱°جنوبی ۹٫۰°غربی     | —                      |                 | [ ۱ ]    |
| ۲۰ ژوئیه ۵۲۱   | ۱۰:۰۸:۴۴           | ۷۴         | جزئی   | ۰٫۹۶۷۰ | —                 | ۶۵°۴۸′شمالی ۱۴۳°۰۰′غربی / ۶۵٫۸°شمالی ۱۴۳٫۰°غربی | —                      |                 | [ ۱ ]    |
| ۱۵ دسامبر ۵۲۱  | ۰۳:۳۲:۱۴           | ۷۹         | حلقه‌ای | ۰٫۹۱۹۳ | ۰۷ دقیقه ۲۸ ثانیه | ۶۲°۱۲′جنوبی ۱۵۴°۴۸′شرقی / ۶۲٫۲°جنوبی ۱۵۴٫۸°شرقی | ۳۹۳ کیلومتر (۲۴۴ مایل) |                 | [ ۱ ]    |
| ۱۰ ژوئیه ۵۲۲   | ۰۲:۵۲:۳۴           | ۸۴         | کامل   | ۱٫۰۸۱۲ | ۰۶ دقیقه ۲۸ ثانیه | ۳۸°۵۴′شمالی ۱۵۹°۰۶′شرقی / ۳۸٫۹°شمالی ۱۵۹٫۱°شرقی | ۲۷۲ کیلومتر (۱۶۹ مایل) |                 | [ ۱ ]    |
| ۴ دسامبر ۵۲۲   | ۰۲:۲۹:۵۴           | ۸۹         | حلقه‌ای | ۰٫۹۲۲۹ | ۱۰ دقیقه ۳۲ ثانیه | ۱۹°۴۲′جنوبی ۱۶۳°۵۴′شرقی / ۱۹٫۷°جنوبی ۱۶۳٫۹°شرقی | ۲۹۲ کیلومتر (۱۸۱ مایل) |                 | [ ۱ ]    |
| ۳۰ مه ۵۲۳      | ۱۹:۳۳:۰۸           | ۹۴         | کامل   | ۱٫۰۵۴۱ | ۰۵ دقیقه ۲۵ ثانیه | ۶°۵۴′جنوبی ۹۰°۳۰′غربی / ۶٫۹°جنوبی ۹۰٫۵°غربی     | ۲۰۴ کیلومتر (۱۲۷ مایل) |                 | [ ۱ ]    |
| ۲۳ نوامبر ۵۲۳  | ۰۵:۲۰:۲۹           | ۹۹         | حلقه‌ای | ۰٫۹۶۰۱ | ۰۴ دقیقه ۳۳ ثانیه | ۲۶°۱۸′شمالی ۱۲۴°۳۶′شرقی / ۲۶٫۳°شمالی ۱۲۴٫۶°شرقی | ۲۱۳ کیلومتر (۱۳۲ مایل) |                 | [ ۱ ]    |
| ۱۹ آوریل ۵۲۴   | ۱۹:۲۸:۰۶           | ۶۶         | جزئی   | ۰٫۱۹۴۰ | —                 | ۷۰°۵۴′شمالی ۱۴۲°۱۲′شرقی / ۷۰٫۹°شمالی ۱۴۲٫۲°شرقی | —                      |                 | [ ۱ ]    |
| ۱۹ مه ۵۲۴      | ۰۷:۳۷:۲۵           | ۱۰۴        | جزئی   | ۰٫۴۴۵۲ | —                 | ۶۸°۴۲′جنوبی ۱۰۶°۳۰′شرقی / ۶۸٫۷°جنوبی ۱۰۶٫۵°شرقی | —                      |                 | [ ۱ ]    |
| ۱۳ اکتبر ۵۲۴   | ۰۴:۴۱:۵۷           | ۷۱         | جزئی   | ۰٫۳۹۳۹ | —                 | ۷۱°۱۸′جنوبی ۱۲°۲۴′شرقی / ۷۱٫۳°جنوبی ۱۲٫۴°شرقی   | —                      |                 | [ ۱ ]    |
| ۱۱ نوامبر ۵۲۴  | ۱۵:۳۴:۱۰           | ۱۰۹        | جزئی   | ۰٫۳۲۰۱ | —                 | ۶۹°۲۴′شمالی ۵°۵۴′غربی / ۶۹٫۴°شمالی ۵٫۹°غربی     | —                      |                 | [ ۱ ]    |
| ۸ آوریل ۵۲۵    | ۲۱:۰۸:۴۶           | ۷۶         | حلقه‌ای | ۰٫۹۳۶۹ | ۰۶ دقیقه ۰۱ ثانیه | ۵۲°۲۴′شمالی ۱۳۴°۱۸′غربی / ۵۲٫۴°شمالی ۱۳۴٫۳°غربی | ۳۴۲ کیلومتر (۲۱۳ مایل) |                 | [ ۱ ]    |
| ۲ اکتبر ۵۲۵    | ۲۰:۴۸:۱۳           | ۸۱         | کامل   | ۱٫۰۴۶۹ | ۰۳ دقیقه ۳۵ ثانیه | ۴۳°۰۶′جنوبی ۱۲۷°۴۲′غربی / ۴۳٫۱°جنوبی ۱۲۷٫۷°غربی | ۲۰۵ کیلومتر (۱۲۷ مایل) |                 | [ ۱ ]    |
| ۲۸ مارس ۵۲۶    | ۲۱:۵۹:۳۱           | ۸۶         | حلقه‌ای | ۰٫۹۵۷۸ | ۰۵ دقیقه ۱۱ ثانیه | ۲°۴۲′شمالی ۱۲۵°۴۸′غربی / ۲٫۷°شمالی ۱۲۵٫۸°غربی   | ۱۵۴ کیلومتر (۹۶ مایل)  |                 | [ ۱ ]    |
| ۲۲ سپتامبر ۵۲۶ | ۱۰:۵۰:۱۹           | ۹۱         | مرکب   | ۱٫۰۱۱۱ | ۰۱ دقیقه ۰۸ ثانیه | ۲°۱۸′شمالی ۳۸°۵۴′شرقی / ۲٫۳°شمالی ۳۸٫۹°شرقی     | ۳۸ کیلومتر (۲۴ مایل)   |                 | [ ۱ ]    |
| ۱۸ مارس ۵۲۷    | ۰۴:۴۰:۲۸           | ۹۶         | مرکب   | ۱٫۰۰۰۶ | ۰۰ دقیقه ۰۳ ثانیه | ۴۶°۴۸′جنوبی ۱۵۴°۲۴′شرقی / ۴۶٫۸°جنوبی ۱۵۴٫۴°شرقی | ۳ کیلومتر (۱٫۹ مایل)   |                 | [ ۱ ]    |
| ۱۱ سپتامبر ۵۲۷ | ۱۸:۴۲:۵۸           | ۱۰۱        | حلقه‌ای | ۰٫۹۵۳۲ | ۰۴ دقیقه ۰۵ ثانیه | ۵۴°۳۶′شمالی ۵۴°۱۸′غربی / ۵۴٫۶°شمالی ۵۴٫۳°غربی   | ۲۹۰ کیلومتر (۱۸۰ مایل) |                 | [ ۱ ]    |
| ۶ فوریه ۵۲۸    | ۰۸:۴۸:۲۱           | ۶۸         | جزئی   | ۰٫۶۴۱۷ | —                 | ۷۰°۱۲′شمالی ۳۳°۴۸′شرقی / ۷۰٫۲°شمالی ۳۳٫۸°شرقی   | —                      |                 | [ ۱ ]    |
| ۶ مارس ۵۲۸     | ۱۸:۰۲:۲۹           | ۱۰۶        | جزئی   | ۰٫۲۱۰۰ | —                 | ۷۱°۴۲′جنوبی ۳۹°۰۶′شرقی / ۷۱٫۷°جنوبی ۳۹٫۱°شرقی   | —                      |                 | [ ۱ ]    |
| ۱ اوت ۵۲۸      | ۰۳:۴۷:۴۲           | ۷۳         | جزئی   | ۰٫۳۴۷۶ | —                 | ۶۹°۳۰′جنوبی ۱۱۶°۱۸′شرقی / ۶۹٫۵°جنوبی ۱۱۶٫۳°شرقی | —                      |                 | [ ۱ ]    |
| ۳۰ اوت ۵۲۸     | ۲۰:۰۱:۳۴           | ۱۱۱        | جزئی   | ۰٫۰۱۶۴ | —                 | ۷۱°۲۴′شمالی ۱۷°۳۰′شرقی / ۷۱٫۴°شمالی ۱۷٫۵°شرقی   | —                      |                 | [ ۱ ]    |
| ۲۶ ژانویه ۵۲۹  | ۰۰:۳۵:۳۲           | ۷۸         | کامل   | ۱٫۰۳۲۳ | ۰۳ دقیقه ۱۰ ثانیه | ۱۳°۳۶′شمالی ۱۶۷°۳۶′غربی / ۱۳٫۶°شمالی ۱۶۷٫۶°غربی | ۱۲۹ کیلومتر (۸۰ مایل)  |                 | [ ۱ ]    |
| ۲۱ ژوئیه ۵۲۹   | ۰۷:۰۹:۴۲           | ۸۳         | حلقه‌ای | ۰٫۹۸۳۸ | ۰۱ دقیقه ۵۶ ثانیه | ۱۴°۱۲′جنوبی ۹۲°۱۲′شرقی / ۱۴٫۲°جنوبی ۹۲٫۲°شرقی   | ۷۰ کیلومتر (۴۳ مایل)   |                 | [ ۱ ]    |
| ۱۵ ژانویه ۵۳۰  | ۱۲:۲۱:۳۲           | ۸۸         | حلقه‌ای | ۰٫۹۸۰۲ | ۰۲ دقیقه ۰۵ ثانیه | ۳۰°۳۶′جنوبی ۲۱°۳۶′شرقی / ۳۰٫۶°جنوبی ۲۱٫۶°شرقی   | ۷۱ کیلومتر (۴۴ مایل)   |                 | [ ۱ ]    |
| ۱۰ ژوئیه ۵۳۰   | ۱۷:۴۸:۰۹           | ۹۳         | کامل   | ۱٫۰۴۴۰ | ۰۳ دقیقه ۵۷ ثانیه | ۳۵°۰۰′شمالی ۶۳°۲۴′غربی / ۳۵٫۰°شمالی ۶۳٫۴°غربی   | ۱۵۱ کیلومتر (۹۴ مایل)  |                 | [ ۱ ]    |
| ۴ ژانویه ۵۳۱   | ۱۶:۵۱:۱۸           | ۹۸         | حلقه‌ای | ۰٫۹۲۲۵ | ۰۵ دقیقه ۳۲ ثانیه | ۸۶°۵۴′جنوبی ۲۵°۰۶′غربی / ۸۶٫۹°جنوبی ۲۵٫۱°غربی   | ۶۸۲ کیلومتر (۴۲۴ مایل) |                 | [ ۱ ]    |
| ۳۰ ژوئیه ۵۳۱   | ۰۹:۵۱:۵۹           | ۱۰۳        | کامل   | ۱٫۰۶۶۶ | ۰۳ دقیقه ۲۳ ثانیه | ۸۵°۱۲′شمالی ۱۰۶°۱۸′غربی / ۸۵٫۲°شمالی ۱۰۶٫۳°غربی | ۶۸۰ کیلومتر (۴۲۰ مایل) |                 | [ ۱ ]    |
| ۲۴ نوامبر ۵۳۱  | ۲۱:۱۵:۰۳           | ۷۰         | جزئی   | ۰٫۱۶۹۷ | —                 | ۶۳°۳۰′شمالی ۸۰°۰۶′غربی / ۶۳٫۵°شمالی ۸۰٫۱°غربی   | —                      |                 | [ ۱ ]    |
| ۲۰ مه ۵۳۲      | ۱۹:۰۸:۴۸           | ۷۵         | کامل   | ۱٫۰۳۳۰ | ۰۲ دقیقه ۵۳ ثانیه | ۳۵°۲۴′جنوبی ۶۸°۰۰′غربی / ۳۵٫۴°جنوبی ۶۸٫۰°غربی   | ۲۱۰ کیلومتر (۱۳۰ مایل) |                 | [ ۱ ]    |
| ۱۳ نوامبر ۵۳۲  | ۰۲:۱۱:۰۴           | ۸۰         | حلقه‌ای | ۰٫۹۷۷۴ | ۰۲ دقیقه ۱۹ ثانیه | ۲۵°۰۰′شمالی ۱۷۷°۳۶′غربی / ۲۵٫۰°شمالی ۱۷۷٫۶°غربی | ۱۱۵ کیلومتر (۷۱ مایل)  |                 | [ ۱ ]    |
| ۱۰ مه ۵۳۳      | ۰۵:۱۵:۵۳           | ۸۵         | حلقه‌ای | ۰٫۹۸۴۴ | ۰۱ دقیقه ۴۳ ثانیه | ۱۳°۰۰′شمالی ۱۲۳°۴۸′شرقی / ۱۳٫۰°شمالی ۱۲۳٫۸°شرقی | ۵۶ کیلومتر (۳۵ مایل)   |                 | [ ۱ ]    |
| ۲ نوامبر ۵۳۳   | ۱۴:۱۵:۱۶           | ۹۰         | کامل   | ۱٫۰۳۵۰ | ۰۳ دقیقه ۰۶ ثانیه | ۱۵°۳۶′جنوبی ۱۵°۰۰′غربی / ۱۵٫۶°جنوبی ۱۵٫۰°غربی   | ۱۱۸ کیلومتر (۷۳ مایل)  |                 | [ ۱ ]    |
| ۲۹ آوریل ۵۳۴   | ۰۸:۱۴:۱۳           | ۹۵         | حلقه‌ای | ۰٫۹۴۳۸ | ۰۴ دقیقه ۵۸ ثانیه | ۵۲°۳۶′شمالی ۵۰°۰۰′شرقی / ۵۲٫۶°شمالی ۵۰٫۰°شرقی   | ۲۸۲ کیلومتر (۱۷۵ مایل) |                 | [ ۱ ]    |
| ۲۳ اکتبر ۵۳۴   | ۰۵:۵۸:۲۵           | ۱۰۰        | کامل   | ۱٫۰۴۵۹ | ۰۳ دقیقه ۰۹ ثانیه | ۴۸°۲۴′جنوبی ۸۲°۴۸′شرقی / ۴۸٫۴°جنوبی ۸۲٫۸°شرقی   | ۲۰۴ کیلومتر (۱۲۷ مایل) |                 | [ ۱ ]    |
| ۱۹ مارس ۵۳۵    | ۱۸:۲۲:۵۷           | ۶۷         | جزئی   | ۰٫۲۳۷۱ | —                 | ۶۰°۵۴′جنوبی ۱۸°۰۶′شرقی / ۶۰٫۹°جنوبی ۱۸٫۱°شرقی   | —                      |                 | [ ۱ ]    |
| ۱۸ آوریل ۵۳۵   | ۰۸:۴۵:۵۴           | ۱۰۵        | جزئی   | ۰٫۲۴۶۰ | —                 | ۶۱°۲۴′شمالی ۴۱°۰۶′غربی / ۶۱٫۴°شمالی ۴۱٫۱°غربی   | —                      |                 | [ ۱ ]    |
| ۱۳ سپتامبر ۵۳۵ | ۰۸:۵۳:۳۱           | ۷۲         | جزئی   | ۰٫۳۵۸۵ | —                 | ۶۰°۵۴′شمالی ۱۶۳°۳۶′شرقی / ۶۰٫۹°شمالی ۱۶۳٫۶°شرقی | —                      |                 | [ ۱ ]    |
| ۱۲ اکتبر ۵۳۵   | ۲۰:۴۱:۰۱           | ۱۱۰        | جزئی   | ۰٫۲۸۷۳ | —                 | ۶۱°۱۸′جنوبی ۱۴۳°۳۰′شرقی / ۶۱٫۳°جنوبی ۱۴۳٫۵°شرقی | —                      |                 | [ ۱ ]    |
| ۸ مارس ۵۳۶     | ۰۳:۰۳:۱۵           | ۷۷         | کامل   | ۱٫۰۱۶۲ | ۰۱ دقیقه ۱۷ ثانیه | ۳۷°۲۴′جنوبی ۱۷۸°۱۸′غربی / ۳۷٫۴°جنوبی ۱۷۸٫۳°غربی | ۷۰ کیلومتر (۴۳ مایل)   |                 | [ ۱ ]    |
| ۱ سپتامبر ۵۳۶  | ۱۴:۴۶:۵۱           | ۸۲         | حلقه‌ای | ۰٫۹۴۶۶ | ۰۴ دقیقه ۵۴ ثانیه | ۴۳°۰۰′شمالی ۵°۲۴′شرقی / ۴۳٫۰°شمالی ۵٫۴°شرقی     | ۲۵۸ کیلومتر (۱۶۰ مایل) |                 | [ ۱ ]    |
| ۲۵ فوریه ۵۳۷   | ۱۷:۳۸:۴۱           | ۸۷         | کامل   | ۱٫۰۵۷۴ | ۰۴ دقیقه ۴۹ ثانیه | ۲°۵۴′جنوبی ۶۱°۴۲′غربی / ۲٫۹°جنوبی ۶۱٫۷°غربی     | ۱۹۰ کیلومتر (۱۲۰ مایل) |                 | [ ۱ ]    |
| ۲۱ اوت ۵۳۷     | ۱۵:۱۰:۵۱           | ۹۲         | حلقه‌ای | ۰٫۹۳۸۴ | ۰۷ دقیقه ۱۷ ثانیه | ۸°۲۴′شمالی ۲۷°۰۰′غربی / ۸٫۴°شمالی ۲۷٫۰°غربی     | ۲۲۹ کیلومتر (۱۴۲ مایل) |                 | [ ۱ ]    |
| ۱۵ فوریه ۵۳۸   | ۰۹:۵۵:۱۴           | ۹۷         | کامل   | ۱٫۰۴۱۲ | ۰۳ دقیقه ۱۴ ثانیه | ۳۵°۴۲′شمالی ۳۱°۴۸′شرقی / ۳۵٫۷°شمالی ۳۱٫۸°شرقی   | ۲۲۶ کیلومتر (۱۴۰ مایل) |                 | [ ۱ ]    |
| ۱۰ اوت ۵۳۸     | ۱۷:۰۵:۱۴           | ۱۰۲        | حلقه‌ای | ۰٫۹۶۴۶ | ۰۳ دقیقه ۳۵ ثانیه | ۳۳°۳۰′جنوبی ۷۶°۱۸′غربی / ۳۳٫۵°جنوبی ۷۶٫۳°غربی   | ۲۰۸ کیلومتر (۱۲۹ مایل) |                 | [ ۱ ]    |
| ۶ ژانویه ۵۳۹   | ۰۹:۰۸:۴۵           | ۶۹         | جزئی   | ۰٫۴۸۰۳ | —                 | ۶۴°۰۶′جنوبی ۱۴۴°۳۰′غربی / ۶۴٫۱°جنوبی ۱۴۴٫۵°غربی | —                      |                 | [ ۱ ]    |
| ۱ ژوئیه ۵۳۹    | ۱۷:۲۸:۳۹           | ۷۴         | جزئی   | ۰٫۸۳۴۵ | —                 | ۶۴°۵۴′شمالی ۹۶°۱۲′شرقی / ۶۴٫۹°شمالی ۹۶٫۲°شرقی   | —                      |                 | [ ۱ ]    |
| ۳۱ ژوئیه ۵۳۹   | ۰۱:۵۹:۰۲           | ۱۱۲        | جزئی   | ۰٫۰۸۸۹ | —                 | ۶۲°۳۶′جنوبی ۱۲۳°۰۶′شرقی / ۶۲٫۶°جنوبی ۱۲۳٫۱°شرقی | —                      |                 | [ ۱ ]    |
| ۲۶ دسامبر ۵۳۹  | ۱۱:۳۴:۴۰           | ۷۹         | حلقه‌ای | ۰٫۹۱۸۸ | ۰۷ دقیقه ۲۶ ثانیه | ۶۲°۰۰′جنوبی ۴۱°۲۴′شرقی / ۶۲٫۰°جنوبی ۴۱٫۴°شرقی   | ۳۹۸ کیلومتر (۲۴۷ مایل) |                 | [ ۱ ]    |
| ۲۰ ژوئیه ۵۴۰   | ۱۰:۱۹:۵۸           | ۸۴         | کامل   | ۱٫۰۸۰۱ | ۰۶ دقیقه ۰۷ ثانیه | ۴۳°۴۲′شمالی ۴۹°۲۴′شرقی / ۴۳٫۷°شمالی ۴۹٫۴°شرقی   | ۲۷۵ کیلومتر (۱۷۱ مایل) |                 | [ ۱ ]    |
| ۱۴ دسامبر ۵۴۰  | ۱۰:۳۴:۰۲           | ۸۹         | حلقه‌ای | ۰٫۹۲۴۳ | ۱۰ دقیقه ۱۰ ثانیه | ۲۰°۵۴′جنوبی ۴۳°۱۲′شرقی / ۲۰٫۹°جنوبی ۴۳٫۲°شرقی   | ۲۸۶ کیلومتر (۱۷۸ مایل) |                 | [ ۱ ]    |
| ۱۰ ژوئیه ۵۴۱   | ۰۲:۵۰:۲۹           | ۹۴         | کامل   | ۱٫۰۵۱۹ | ۰۵ دقیقه ۱۷ ثانیه | ۱°۰۰′جنوبی ۱۵۷°۵۴′شرقی / ۱٫۰°جنوبی ۱۵۷٫۹°شرقی   | ۱۸۸ کیلومتر (۱۱۷ مایل) |                 | [ ۱ ]    |
| ۳ دسامبر ۵۴۱   | ۱۳:۴۵:۵۳           | ۹۹         | حلقه‌ای | ۰٫۹۶۲۵ | ۰۴ دقیقه ۱۹ ثانیه | ۲۴°۱۸′شمالی ۵°۰۰′غربی / ۲۴٫۳°شمالی ۵٫۰°غربی     | ۱۹۹ کیلومتر (۱۲۴ مایل) |                 | [ ۱ ]    |
| ۱ مه ۵۴۲       | ۰۲:۱۶:۵۸           | ۶۶         | جزئی   | ۰٫۰۶۱۵ | —                 | ۷۰°۱۲′شمالی ۲۶°۲۴′شرقی / ۷۰٫۲°شمالی ۲۶٫۴°شرقی   | —                      |                 | [ ۱ ]    |
| ۳۰ مه ۵۴۲      | ۱۴:۲۹:۳۵           | ۱۰۴        | جزئی   | ۰٫۵۷۸۱ | —                 | ۶۷°۴۲′جنوبی ۸°۴۲′غربی / ۶۷٫۷°جنوبی ۸٫۷°غربی     | —                      |                 | [ ۱ ]    |
| ۲۴ اکتبر ۵۴۲   | ۱۳:۱۷:۳۹           | ۷۱         | جزئی   | ۰٫۳۷۱۱ | —                 | ۷۰°۴۲′جنوبی ۱۳۰°۴۸′غربی / ۷۰٫۷°جنوبی ۱۳۰٫۸°غربی | —                      |                 | [ ۱ ]    |
| ۲۳ نوامبر ۵۴۲  | ۰۰:۱۷:۳۷           | ۱۰۹        | جزئی   | ۰٫۳۳۲۵ | —                 | ۶۸°۲۴′شمالی ۱۴۹°۱۸′غربی / ۶۸٫۴°شمالی ۱۴۹٫۳°غربی | —                      |                 | [ ۱ ]    |
| ۲۰ آوریل ۵۴۳   | ۰۳:۴۷:۲۹           | ۷۶         | حلقه‌ای | ۰٫۹۳۷۸ | ۰۵ دقیقه ۲۳ ثانیه | ۶۲°۲۴′شمالی ۱۱۸°۰۶′شرقی / ۶۲٫۴°شمالی ۱۱۸٫۱°شرقی | ۳۸۹ کیلومتر (۲۴۲ مایل) |                 | [ ۱ ]    |
| ۱۴ اکتبر ۵۴۳   | ۰۵:۱۷:۱۰           | ۸۱         | کامل   | ۱٫۰۴۲۴ | ۰۳ دقیقه ۰۷ ثانیه | ۴۸°۵۴′جنوبی ۱۰۲°۳۶′شرقی / ۴۸٫۹°جنوبی ۱۰۲٫۶°شرقی | ۱۹۱ کیلومتر (۱۱۹ مایل) |                 | [ ۱ ]    |
| ۸ آوریل ۵۴۴    | ۰۴:۵۷:۴۵           | ۸۶         | حلقه‌ای | ۰٫۹۶۲۹ | ۰۴ دقیقه ۲۹ ثانیه | ۱۰°۲۴′شمالی ۱۲۶°۵۴′شرقی / ۱۰٫۴°شمالی ۱۲۶٫۹°شرقی | ۱۳۵ کیلومتر (۸۴ مایل)  |                 | [ ۱ ]    |
| ۲ اکتبر ۵۴۴    | ۱۸:۵۶:۰۴           | ۹۱         | مرکب   | ۱٫۰۰۵۰ | ۰۰ دقیقه ۳۱ ثانیه | ۳°۳۰′جنوبی ۸۴°۳۰′غربی / ۳٫۵°جنوبی ۸۴٫۵°غربی     | ۱۷ کیلومتر (۱۱ مایل)   |                 | [ ۱ ]    |
| ۲۸ مارس ۵۴۵    | ۱۲:۱۴:۴۰           | ۹۶         | مرکب   | ۱٫۰۰۷۹ | ۰۰ دقیقه ۴۲ ثانیه | ۳۸°۴۲′جنوبی ۳۵°۰۶′شرقی / ۳۸٫۷°جنوبی ۳۵٫۱°شرقی   | ۳۸ کیلومتر (۲۴ مایل)   |                 | [ ۱ ]    |
| ۲۲ سپتامبر ۵۴۵ | ۰۲:۱۴:۰۰           | ۱۰۱        | حلقه‌ای | ۰٫۹۴۸۵ | ۰۴ دقیقه ۵۳ ثانیه | ۴۷°۲۴′شمالی ۱۷۳°۰۰′غربی / ۴۷٫۴°شمالی ۱۷۳٫۰°غربی | ۲۹۶ کیلومتر (۱۸۴ مایل) |                 | [ ۱ ]    |
| ۱۶ فوریه ۵۴۶   | ۱۷:۱۵:۰۸           | ۶۸         | جزئی   | ۰٫۵۹۸۹ | —                 | ۷۰°۵۴′شمالی ۱۰۶°۴۲′غربی / ۷۰٫۹°شمالی ۱۰۶٫۷°غربی | —                      |                 | [ ۱ ]    |
| ۱۸ مارس ۵۴۶    | ۰۲:۰۳:۴۶           | ۱۰۶        | جزئی   | ۰٫۲۸۹۱ | —                 | ۷۱°۵۴′جنوبی ۹۶°۰۰′غربی / ۷۱٫۹°جنوبی ۹۶٫۰°غربی   | —                      |                 | [ ۱ ]    |
| ۱۲ اوت ۵۴۶     | ۱۰:۳۳:۲۹           | ۷۳         | جزئی   | ۰٫۲۳۵۷ | —                 | ۷۰°۲۴′جنوبی ۱°۳۶′شرقی / ۷۰٫۴°جنوبی ۱٫۶°شرقی     | —                      |                 | [ ۱ ]    |
| ۱۱ سپتامبر ۵۴۶ | ۰۳:۰۸:۲۲           | ۱۱۱        | جزئی   | ۰٫۰۹۹۴ | —                 | ۷۱°۴۸′شمالی ۱۰۳°۴۸′غربی / ۷۱٫۸°شمالی ۱۰۳٫۸°غربی | —                      |                 | [ ۱ ]    |
| ۶ فوریه ۵۴۷    | ۰۹:۰۴:۴۴           | ۷۸         | کامل   | ۱٫۰۳۲۵ | ۰۳ دقیقه ۰۷ ثانیه | ۱۷°۴۲′شمالی ۶۲°۳۰′شرقی / ۱۷٫۷°شمالی ۶۲٫۵°شرقی   | ۱۳۱ کیلومتر (۸۱ مایل)  |                 | [ ۱ ]    |
| ۱ اوت ۵۴۷      | ۱۴:۱۱:۲۹           | ۸۳         | حلقه‌ای | ۰٫۹۸۴۰ | ۰۱ دقیقه ۴۸ ثانیه | ۲۱°۱۸′جنوبی ۱۷°۰۰′غربی / ۲۱٫۳°جنوبی ۱۷٫۰°غربی   | ۷۳ کیلومتر (۴۵ مایل)   |                 | [ ۱ ]    |
| ۲۶ ژانویه ۵۴۸  | ۲۰:۳۸:۱۶           | ۸۸         | حلقه‌ای | ۰٫۹۷۹۴ | ۰۲ دقیقه ۱۲ ثانیه | ۲۷°۱۲′جنوبی ۱۰۲°۱۲′غربی / ۲۷٫۲°جنوبی ۱۰۲٫۲°غربی | ۷۴ کیلومتر (۴۶ مایل)   |                 | [ ۱ ]    |
| ۲۱ ژوئیه ۵۴۸   | ۰۱:۱۱:۳۲           | ۹۳         | کامل   | ۱٫۰۴۵۵ | ۰۴ دقیقه ۱۲ ثانیه | ۲۹°۰۰′شمالی ۱۷۴°۱۲′غربی / ۲۹٫۰°شمالی ۱۷۴٫۲°غربی | ۱۵۳ کیلومتر (۹۵ مایل)  |                 | [ ۱ ]    |
| ۱۵ ژانویه ۵۴۹  | ۰۰:۵۰:۲۸           | ۹۸         | حلقه‌ای | ۰٫۹۲۲۸ | ۰۵ دقیقه ۴۰ ثانیه | ۸۲°۰۶′جنوبی ۱۲۷°۴۲′غربی / ۸۲٫۱°جنوبی ۱۲۷٫۷°غربی | ۶۴۶ کیلومتر (۴۰۱ مایل) |                 | [ ۱ ]    |
| ۱۰ ژوئیه ۵۴۹   | ۱۷:۲۳:۱۲           | ۱۰۳        | کامل   | ۱٫۰۶۸۸ | ۰۳ دقیقه ۴۸ ثانیه | ۸۳°۰۶′شمالی ۳۸°۴۲′غربی / ۸۳٫۱°شمالی ۳۸٫۷°غربی   | ۴۶۸ کیلومتر (۲۹۱ مایل) |                 | [ ۱ ]    |
| ۵ دسامبر ۵۴۹   | ۰۵:۲۴:۳۳           | ۷۰         | جزئی   | ۰٫۱۶۵۵ | —                 | ۶۴°۳۰′شمالی ۱۴۷°۱۲′شرقی / ۶۴٫۵°شمالی ۱۴۷٫۲°شرقی | —                      |                 | [ ۱ ]    |
| ۴ ژانویه ۵۵۰   | ۰۰:۰۴:۰۷           | ۱۰۸        | جزئی   | ۰٫۰۰۶۷ | —                 | ۶۷°۱۸′جنوبی ۱۹°۳۰′شرقی / ۶۷٫۳°جنوبی ۱۹٫۵°شرقی   | —                      |                 | [ ۱ ]    |
| ۱ ژوئیه ۵۵۰    | ۰۲:۲۱:۰۴           | ۷۵         | کامل   | ۱٫۰۲۷۶ | ۰۲ دقیقه ۱۸ ثانیه | ۴۴°۳۰′جنوبی ۱۷۷°۱۲′غربی / ۴۴٫۵°جنوبی ۱۷۷٫۲°غربی | ۲۵۴ کیلومتر (۱۵۸ مایل) |                 | [ ۱ ]    |
| ۲۴ نوامبر ۵۵۰  | ۱۰:۴۱:۰۰           | ۸۰         | حلقه‌ای | ۰٫۹۷۹۳ | ۰۲ دقیقه ۱۱ ثانیه | ۲۳°۴۲′شمالی ۵۱°۴۸′شرقی / ۲۳٫۷°شمالی ۵۱٫۸°شرقی   | ۱۰۶ کیلومتر (۶۶ مایل)  |                 | [ ۱ ]    |
| ۲۱ مه ۵۵۱      | ۱۲:۰۳:۰۲           | ۸۵         | حلقه‌ای | ۰٫۹۸۲۲ | ۰۲ دقیقه ۰۳ ثانیه | ۱۰°۵۴′شمالی ۲۲°۲۴′شرقی / ۱۰٫۹°شمالی ۲۲٫۴°شرقی   | ۶۴ کیلومتر (۴۰ مایل)   |                 | [ ۱ ]    |
| ۱۳ نوامبر ۵۵۱  | ۲۲:۵۸:۵۰           | ۹۰         | کامل   | ۱٫۰۳۵۴ | ۰۳ دقیقه ۱۰ ثانیه | ۱۸°۲۴′جنوبی ۱۴۶°۰۶′غربی / ۱۸٫۴°جنوبی ۱۴۶٫۱°غربی | ۱۱۹ کیلومتر (۷۴ مایل)  |                 | [ ۱ ]    |
| ۹ مه ۵۵۲       | ۱۴:۴۳:۴۸           | ۹۵         | حلقه‌ای | ۰٫۹۴۵۵ | ۰۵ دقیقه ۰۰ ثانیه | ۵۱°۳۶′شمالی ۴۱°۳۶′غربی / ۵۱٫۶°شمالی ۴۱٫۶°غربی   | ۲۵۰ کیلومتر (۱۶۰ مایل) |                 | [ ۱ ]    |
| ۲ نوامبر ۵۵۲   | ۱۴:۴۰:۲۵           | ۱۰۰        | کامل   | ۱٫۰۴۳۳ | ۰۲ دقیقه ۵۷ ثانیه | ۵۲°۱۲′جنوبی ۴۷°۲۴′غربی / ۵۲٫۲°جنوبی ۴۷٫۴°غربی   | ۱۹۱ کیلومتر (۱۱۹ مایل) |                 | [ ۱ ]    |
| ۳۰ مارس ۵۵۳    | ۰۱:۳۶:۵۳           | ۶۷         | جزئی   | ۰٫۱۴۶۵ | —                 | ۶۱°۰۰′جنوبی ۹۹°۴۸′غربی / ۶۱٫۰°جنوبی ۹۹٫۸°غربی   | —                      |                 | [ ۱ ]    |
| ۲۸ آوریل ۵۵۳   | ۱۵:۲۸:۰۶           | ۱۰۵        | جزئی   | ۰٫۳۷۶۴ | —                 | ۶۱°۴۸′شمالی ۱۵۱°۱۲′غربی / ۶۱٫۸°شمالی ۱۵۱٫۲°غربی | —                      |                 | [ ۱ ]    |
| ۲۳ سپتامبر ۵۵۳ | ۱۶:۴۴:۱۸           | ۷۲         | جزئی   | ۰٫۲۹۰۳ | —                 | ۶۰°۴۸′شمالی ۳۶°۳۰′شرقی / ۶۰٫۸°شمالی ۳۶٫۵°شرقی   | —                      |                 | [ ۱ ]    |
| ۲۳ اکتبر ۵۵۳   | ۰۵:۰۴:۲۸           | ۱۱۰        | جزئی   | ۰٫۳۱۱۷ | —                 | ۶۱°۳۶′جنوبی ۸°۰۶′شرقی / ۶۱٫۶°جنوبی ۸٫۱°شرقی     | —                      |                 | [ ۱ ]    |
| ۱۹ مارس ۵۵۴    | ۱۰:۵۰:۴۸           | ۷۷         | کامل   | ۱٫۰۲۱۷ | ۰۱ دقیقه ۴۴ ثانیه | ۳۵°۵۴′جنوبی ۶۴°۳۰′شرقی / ۳۵٫۹°جنوبی ۶۴٫۵°شرقی   | ۹۸ کیلومتر (۶۱ مایل)   |                 | [ ۱ ]    |
| ۱۲ سپتامبر ۵۵۴ | ۲۲:۰۴:۰۹           | ۸۲         | حلقه‌ای | ۰٫۹۴۰۹ | ۰۵ دقیقه ۳۰ ثانیه | ۴۱°۴۸′شمالی ۱۰۳°۰۶′غربی / ۴۱٫۸°شمالی ۱۰۳٫۱°غربی | ۳۰۴ کیلومتر (۱۸۹ مایل) |                 | [ ۱ ]    |
| ۹ مارس ۵۵۵     | ۰۱:۴۷:۵۸           | ۸۷         | کامل   | ۱٫۰۶۱۸ | ۰۵ دقیقه ۰۵ ثانیه | ۰°۴۲′جنوبی ۱۷۵°۲۴′شرقی / ۰٫۷°جنوبی ۱۷۵٫۴°شرقی   | ۲۰۳ کیلومتر (۱۲۶ مایل) |                 | [ ۱ ]    |
| ۱ سپتامبر ۵۵۵  | ۲۲:۱۰:۴۶           | ۹۲         | حلقه‌ای | ۰٫۹۳۶۰ | ۰۷ دقیقه ۲۵ ثانیه | ۷°۲۴′شمالی ۱۳۱°۵۴′غربی / ۷٫۴°شمالی ۱۳۱٫۹°غربی   | ۲۳۸ کیلومتر (۱۴۸ مایل) |                 | [ ۱ ]    |
| ۲۶ فوریه ۵۵۶   | ۱۸:۱۱:۲۶           | ۹۷         | کامل   | ۱٫۰۴۳۳ | ۰۳ دقیقه ۱۹ ثانیه | ۳۶°۱۲′شمالی ۹۴°۲۴′غربی / ۳۶٫۲°شمالی ۹۴٫۴°غربی   | ۲۲۲ کیلومتر (۱۳۸ مایل) |                 | [ ۱ ]    |
| ۲۱ اوت ۵۵۶     | ۰۰:۱۵:۴۵           | ۱۰۲        | حلقه‌ای | ۰٫۹۶۵۹ | ۰۳ دقیقه ۲۴ ثانیه | ۳۱°۰۰′جنوبی ۱۷۵°۱۸′شرقی / ۳۱٫۰°جنوبی ۱۷۵٫۳°شرقی | ۱۷۷ کیلومتر (۱۱۰ مایل) |                 | [ ۱ ]    |
| ۱۶ ژانویه ۵۵۷  | ۱۷:۲۲:۴۲           | ۶۹         | جزئی   | ۰٫۴۵۵۸ | —                 | ۶۳°۱۲′جنوبی ۸۱°۴۸′شرقی / ۶۳٫۲°جنوبی ۸۱٫۸°شرقی   | —                      |                 | [ ۱ ]    |
| ۱۵ فوریه ۵۵۷   | ۰۷:۱۹:۲۸           | ۱۰۷        | جزئی   | ۰٫۰۳۰۰ | —                 | ۶۱°۳۶′شمالی ۲۸°۳۶′شرقی / ۶۱٫۶°شمالی ۲۸٫۶°شرقی   | —                      |                 | [ ۱ ]    |
| ۱۲ ژوئیه ۵۵۷   | ۰۰:۵۳:۱۱           | ۷۴         | جزئی   | ۰٫۷۰۷۵ | —                 | ۶۴°۰۰′شمالی ۲۵°۲۴′غربی / ۶۴٫۰°شمالی ۲۵٫۴°غربی   | —                      |                 | [ ۱ ]    |
| ۱۰ اوت ۵۵۷     | ۰۹:۲۸:۴۰           | ۱۱۲        | جزئی   | ۰٫۲۰۶۶ | —                 | ۶۲°۰۰′جنوبی ۰°۵۴′شرقی / ۶۲٫۰°جنوبی ۰٫۹°شرقی     | —                      |                 | [ ۱ ]    |
| ۵ ژانویه ۵۵۸   | ۱۹:۳۴:۴۵           | ۷۹         | حلقه‌ای | ۰٫۹۱۸۹ | ۰۷ دقیقه ۲۳ ثانیه | ۶۰°۳۰′جنوبی ۷۲°۱۸′غربی / ۶۰٫۵°جنوبی ۷۲٫۳°غربی   | ۴۰۰ کیلومتر (۲۵۰ مایل) |                 | [ ۱ ]    |
| ۱ ژوئیه ۵۵۸    | ۱۷:۴۷:۱۳           | ۸۴         | کامل   | ۱٫۰۷۸۳ | ۰۵ دقیقه ۴۵ ثانیه | ۴۷°۳۰′شمالی ۵۹°۰۰′غربی / ۴۷٫۵°شمالی ۵۹٫۰°غربی   | ۲۷۸ کیلومتر (۱۷۳ مایل) |                 | [ ۱ ]    |
| ۲۵ دسامبر ۵۵۸  | ۱۸:۳۹:۲۱           | ۸۹         | حلقه‌ای | ۰٫۹۲۶۳ | ۰۹ دقیقه ۴۱ ثانیه | ۲۱°۱۲′جنوبی ۷۷°۴۲′غربی / ۲۱٫۲°جنوبی ۷۷٫۷°غربی   | ۲۷۸ کیلومتر (۱۷۳ مایل) |                 | [ ۱ ]    |
| ۲۱ ژوئیه ۵۵۹   | ۱۰:۰۵:۳۱           | ۹۴         | کامل   | ۱٫۰۴۹۰ | ۰۴ دقیقه ۵۹ ثانیه | ۴°۰۶′شمالی ۴۷°۳۶′شرقی / ۴٫۱°شمالی ۴۷٫۶°شرقی     | ۱۷۳ کیلومتر (۱۰۷ مایل) |                 | [ ۱ ]    |
| ۱۴ دسامبر ۵۵۹  | ۲۲:۱۳:۲۳           | ۹۹         | حلقه‌ای | ۰٫۹۶۵۵ | ۰۳ دقیقه ۵۸ ثانیه | ۲۳°۰۰′شمالی ۱۳۵°۰۶′غربی / ۲۳٫۰°شمالی ۱۳۵٫۱°غربی | ۱۸۱ کیلومتر (۱۱۲ مایل) |                 | [ ۱ ]    |
| ۹ ژوئیه ۵۶۰    | ۲۱:۱۸:۵۶           | ۱۰۴        | جزئی   | ۰٫۷۱۳۴ | —                 | ۶۶°۴۲′جنوبی ۱۲۲°۴۲′غربی / ۶۶٫۷°جنوبی ۱۲۲٫۷°غربی | —                      |                 | [ ۱ ]    |
| ۳ نوامبر ۵۶۰   | ۲۱:۵۹:۴۷           | ۷۱         | جزئی   | ۰٫۳۵۷۰ | —                 | ۶۹°۵۴′جنوبی ۸۵°۰۰′شرقی / ۶۹٫۹°جنوبی ۸۵٫۰°شرقی   | —                      |                 | [ ۱ ]    |
| ۳ دسامبر ۵۶۰   | ۰۹:۰۴:۱۰           | ۱۰۹        | جزئی   | ۰٫۳۴۱۱ | —                 | ۶۷°۱۸′شمالی ۶۷°۰۰′شرقی / ۶۷٫۳°شمالی ۶۷٫۰°شرقی   | —                      |                 | [ ۱ ]    |
| ۳۰ آوریل ۵۶۱   | ۱۰:۲۱:۳۸           | ۷۶         | حلقه‌ای | ۰٫۹۳۷۹ | ۰۴ دقیقه ۴۸ ثانیه | ۷۳°۰۶′شمالی ۳°۵۴′شرقی / ۷۳٫۱°شمالی ۳٫۹°شرقی     | ۴۹۱ کیلومتر (۳۰۵ مایل) |                 | [ ۱ ]    |
| ۲۴ اکتبر ۵۶۱   | ۱۳:۵۰:۵۹           | ۸۱         | کامل   | ۱٫۰۳۸۱ | ۰۲ دقیقه ۴۳ ثانیه | ۵۴°۳۰′جنوبی ۲۷°۱۸′غربی / ۵۴٫۵°جنوبی ۲۷٫۳°غربی   | ۱۷۶ کیلومتر (۱۰۹ مایل) |                 | [ ۱ ]    |
| ۱۹ آوریل ۵۶۲   | ۱۱:۵۲:۳۱           | ۸۶         | حلقه‌ای | ۰٫۹۶۷۸ | ۰۳ دقیقه ۴۸ ثانیه | ۱۸°۱۲′شمالی ۲۰°۳۶′شرقی / ۱۸٫۲°شمالی ۲۰٫۶°شرقی   | ۱۱۷ کیلومتر (۷۳ مایل)  |                 | [ ۱ ]    |
| ۱۴ اکتبر ۵۶۲   | ۰۳:۰۷:۲۶           | ۹۱         | حلقه‌ای | ۰٫۹۹۹۲ | ۰۰ دقیقه ۰۵ ثانیه | ۹°۰۰′جنوبی ۱۵۰°۵۴′شرقی / ۹٫۰°جنوبی ۱۵۰٫۹°شرقی   | ۳ کیلومتر (۱٫۹ مایل)   |                 | [ ۱ ]    |
| ۸ آوریل ۵۶۳    | ۱۹:۴۲:۲۸           | ۹۶         | کامل   | ۱٫۰۱۵۰ | ۰۱ دقیقه ۲۵ ثانیه | ۳۰°۳۶′جنوبی ۸۲°۰۰′غربی / ۳۰٫۶°جنوبی ۸۲٫۰°غربی   | ۶۷ کیلومتر (۴۲ مایل)   |                 | [ ۱ ]    |
| ۳ اکتبر ۵۶۳    | ۰۹:۵۲:۵۱           | ۱۰۱        | حلقه‌ای | ۰٫۹۴۳۸ | ۰۵ دقیقه ۴۴ ثانیه | ۴۱°۰۰′شمالی ۶۷°۲۴′شرقی / ۴۱٫۰°شمالی ۶۷٫۴°شرقی   | ۳۰۷ کیلومتر (۱۹۱ مایل) |                 | [ ۱ ]    |
| ۲۸ فوریه ۵۶۴   | ۰۱:۳۳:۱۷           | ۶۸         | جزئی   | ۰٫۵۴۱۹ | —                 | ۷۱°۳۰′شمالی ۱۱۴°۳۰′شرقی / ۷۱٫۵°شمالی ۱۱۴٫۵°شرقی | —                      |                 | [ ۱ ]    |
| ۲۸ مارس ۵۶۴    | ۰۹:۵۷:۱۵           | ۱۰۶        | جزئی   | ۰٫۳۸۲۱ | —                 | ۷۱°۴۸′جنوبی ۱۳۰°۴۸′شرقی / ۷۱٫۸°جنوبی ۱۳۰٫۸°شرقی | —                      |                 | [ ۱ ]    |
| ۲۲ اوت ۵۶۴     | ۱۷:۲۹:۱۷           | ۷۳         | جزئی   | ۰٫۱۳۷۶ | —                 | ۷۱°۰۰′جنوبی ۱۱۶°۰۶′غربی / ۷۱٫۰°جنوبی ۱۱۶٫۱°غربی | —                      |                 | [ ۱ ]    |
| ۲۱ سپتامبر ۵۶۴ | ۱۰:۲۴:۵۶           | ۱۱۱        | جزئی   | ۰٫۱۶۹۳ | —                 | ۷۲°۰۰′شمالی ۱۳۲°۱۲′شرقی / ۷۲٫۰°شمالی ۱۳۲٫۲°شرقی | —                      |                 | [ ۱ ]    |
| ۱۶ فوریه ۵۶۵   | ۱۷:۲۴:۳۷           | ۷۸         | کامل   | ۱٫۰۳۲۷ | ۰۳ دقیقه ۰۲ ثانیه | ۲۲°۴۸′شمالی ۶۵°۳۰′غربی / ۲۲٫۸°شمالی ۶۵٫۵°غربی   | ۱۳۴ کیلومتر (۸۳ مایل)  |                 | [ ۱ ]    |
| ۱۱ اوت ۵۶۵     | ۲۱:۲۳:۳۹           | ۸۳         | حلقه‌ای | ۰٫۹۸۳۹ | ۰۱ دقیقه ۴۲ ثانیه | ۲۸°۳۶′جنوبی ۱۲۹°۳۰′غربی / ۲۸٫۶°جنوبی ۱۲۹٫۵°غربی | ۷۹ کیلومتر (۴۹ مایل)   |                 | [ ۱ ]    |
| ۶ فوریه ۵۶۶    | ۰۴:۴۶:۱۷           | ۸۸         | حلقه‌ای | ۰٫۹۷۹۰ | ۰۲ دقیقه ۱۷ ثانیه | ۲۲°۴۸′جنوبی ۱۳۵°۳۰′شرقی / ۲۲٫۸°جنوبی ۱۳۵٫۵°شرقی | ۷۵ کیلومتر (۴۷ مایل)   |                 | [ ۱ ]    |
| ۱ اوت ۵۶۶      | ۰۸:۴۱:۰۱           | ۹۳         | کامل   | ۱٫۰۴۶۴ | ۰۴ دقیقه ۲۲ ثانیه | ۲۲°۳۶′شمالی ۷۲°۳۶′شرقی / ۲۲٫۶°شمالی ۷۲٫۶°شرقی   | ۱۵۵ کیلومتر (۹۶ مایل)  |                 | [ ۱ ]    |
| ۲۶ ژانویه ۵۶۷  | ۰۸:۴۲:۲۹           | ۹۸         | حلقه‌ای | ۰٫۹۲۳۸ | ۰۵ دقیقه ۵۰ ثانیه | ۷۶°۲۴′جنوبی ۱۱۲°۱۸′شرقی / ۷۶٫۴°جنوبی ۱۱۲٫۳°شرقی | ۵۹۶ کیلومتر (۳۷۰ مایل) |                 | [ ۱ ]    |
| ۲۲ ژوئیه ۵۶۷   | ۰۰:۵۷:۵۹           | ۱۰۳        | کامل   | ۱٫۰۶۹۲ | ۰۴ دقیقه ۰۷ ثانیه | ۷۳°۲۴′شمالی ۱۵۳°۲۴′غربی / ۷۳٫۴°شمالی ۱۵۳٫۴°غربی | ۳۸۵ کیلومتر (۲۳۹ مایل) |                 | [ ۱ ]    |
| ۱۶ دسامبر ۵۶۷  | ۱۳:۳۵:۲۲           | ۷۰         | جزئی   | ۰٫۱۶۲۱ | —                 | ۶۵°۳۰′شمالی ۱۳°۵۴′شرقی / ۶۵٫۵°شمالی ۱۳٫۹°شرقی   | —                      |                 | [ ۱ ]    |
| ۱۵ ژانویه ۵۶۸  | ۰۷:۵۷:۵۹           | ۱۰۸        | جزئی   | ۰٫۰۲۸۰ | —                 | ۶۸°۲۴′جنوبی ۱۱۰°۵۴′غربی / ۶۸٫۴°جنوبی ۱۱۰٫۹°غربی | —                      |                 | [ ۱ ]    |
| ۱۱ ژوئیه ۵۶۸   | ۰۹:۳۰:۰۴           | ۷۵         | جزئی   | ۰٫۹۸۶۷ | —                 | ۶۵°۰۰′جنوبی ۷۹°۴۲′شرقی / ۶۵٫۰°جنوبی ۷۹٫۷°شرقی   | —                      |                 | [ ۱ ]    |
| ۴ دسامبر ۵۶۸   | ۱۹:۱۵:۰۰           | ۸۰         | حلقه‌ای | ۰٫۹۸۱۸ | ۰۱ دقیقه ۵۷ ثانیه | ۲۲°۵۴′شمالی ۷۹°۵۴′غربی / ۲۲٫۹°شمالی ۷۹٫۹°غربی   | ۹۳ کیلومتر (۵۸ مایل)   |                 | [ ۱ ]    |
| ۳۱ مه ۵۶۹      | ۱۸:۴۵:۱۸           | ۸۵         | حلقه‌ای | ۰٫۹۷۹۴ | ۰۲ دقیقه ۲۹ ثانیه | ۷°۴۲′شمالی ۷۸°۱۲′غربی / ۷٫۷°شمالی ۷۸٫۲°غربی     | ۷۶ کیلومتر (۴۷ مایل)   |                 | [ ۱ ]    |
| ۲۴ نوامبر ۵۶۹  | ۰۷:۴۶:۴۴           | ۹۰         | کامل   | ۱٫۰۳۶۱ | ۰۳ دقیقه ۱۷ ثانیه | ۲۰°۳۶′جنوبی ۸۲°۰۰′شرقی / ۲۰٫۶°جنوبی ۸۲٫۰°شرقی   | ۱۲۱ کیلومتر (۷۵ مایل)  |                 | [ ۱ ]    |
| ۲۰ مه ۵۷۰      | ۲۱:۰۸:۳۳           | ۹۵         | حلقه‌ای | ۰٫۹۴۷۰ | ۰۵ دقیقه ۰۶ ثانیه | ۴۹°۴۸′شمالی ۱۳۲°۰۰′غربی / ۴۹٫۸°شمالی ۱۳۲٫۰°غربی | ۲۲۷ کیلومتر (۱۴۱ مایل) |                 | [ ۱ ]    |
| ۱۳ نوامبر ۵۷۰  | ۲۳:۲۷:۲۶           | ۱۰۰        | کامل   | ۱٫۰۴۰۹ | ۰۲ دقیقه ۴۶ ثانیه | ۵۶°۰۰′جنوبی ۱۷۷°۴۸′غربی / ۵۶٫۰°جنوبی ۱۷۷٫۸°غربی | ۱۸۰ کیلومتر (۱۱۰ مایل) |                 | [ ۱ ]    |
| ۱۰ آوریل ۵۷۱   | ۰۸:۴۳:۴۲           | ۶۷         | جزئی   | ۰٫۰۴۴۱ | —                 | ۶۱°۱۸′جنوبی ۱۴۴°۰۰′شرقی / ۶۱٫۳°جنوبی ۱۴۴٫۰°شرقی | —                      |                 | [ ۱ ]    |
| ۹ مه ۵۷۱       | ۲۲:۰۴:۴۴           | ۱۰۵        | جزئی   | ۰٫۵۱۷۵ | —                 | ۶۲°۳۰′شمالی ۹۹°۵۴′شرقی / ۶۲٫۵°شمالی ۹۹٫۹°شرقی   | —                      |                 | [ ۱ ]    |
| ۵ اکتبر ۵۷۱    | ۰۰:۴۲:۱۳           | ۷۲         | جزئی   | ۰٫۲۳۴۸ | —                 | ۶۰°۵۴′شمالی ۹۲°۱۸′غربی / ۶۰٫۹°شمالی ۹۲٫۳°غربی   | —                      |                 | [ ۱ ]    |
| ۳ نوامبر ۵۷۱   | ۱۳:۳۴:۰۲           | ۱۱۰        | جزئی   | ۰٫۳۲۵۶ | —                 | ۶۲°۱۲′جنوبی ۱۲۸°۵۴′غربی / ۶۲٫۲°جنوبی ۱۲۸٫۹°غربی | —                      |                 | [ ۱ ]    |
| ۲۹ مارس ۵۷۲    | ۱۸:۳۲:۱۰           | ۷۷         | کامل   | ۱٫۰۲۷۰ | ۰۲ دقیقه ۱۰ ثانیه | ۳۵°۱۸′جنوبی ۵۱°۱۲′غربی / ۳۵٫۳°جنوبی ۵۱٫۲°غربی   | ۱۲۹ کیلومتر (۸۰ مایل)  |                 | [ ۱ ]    |
| ۲۳ سپتامبر ۵۷۲ | ۰۵:۲۸:۵۳           | ۸۲         | حلقه‌ای | ۰٫۹۳۵۴ | ۰۶ دقیقه ۰۸ ثانیه | ۴۰°۳۶′شمالی ۱۴۵°۳۰′شرقی / ۴۰٫۶°شمالی ۱۴۵٫۵°شرقی | ۳۵۵ کیلومتر (۲۲۱ مایل) |                 | [ ۱ ]    |
| ۱۹ مارس ۵۷۳    | ۰۹:۵۱:۱۵           | ۸۷         | کامل   | ۱٫۰۶۵۹ | ۰۵ دقیقه ۲۲ ثانیه | ۱°۳۰′شمالی ۵۴°۱۲′شرقی / ۱٫۵°شمالی ۵۴٫۲°شرقی     | ۲۱۵ کیلومتر (۱۳۴ مایل) |                 | [ ۱ ]    |
| ۱۲ سپتامبر ۵۷۳ | ۰۵:۱۹:۵۳           | ۹۲         | حلقه‌ای | ۰٫۹۳۳۸ | ۰۷ دقیقه ۳۶ ثانیه | ۵°۴۲′شمالی ۱۲۰°۴۲′شرقی / ۵٫۷°شمالی ۱۲۰٫۷°شرقی   | ۲۴۷ کیلومتر (۱۵۳ مایل) |                 | [ ۱ ]    |
| ۹ مارس ۵۷۴     | ۰۲:۲۰:۴۳           | ۹۷         | کامل   | ۱٫۰۴۵۲ | ۰۳ دقیقه ۲۳ ثانیه | ۳۷°۰۶′شمالی ۱۴۱°۴۸′شرقی / ۳۷٫۱°شمالی ۱۴۱٫۸°شرقی | ۲۱۸ کیلومتر (۱۳۵ مایل) |                 | [ ۱ ]    |
| ۱ سپتامبر ۵۷۴  | ۰۷:۳۵:۰۴           | ۱۰۲        | حلقه‌ای | ۰٫۹۶۶۸ | ۰۳ دقیقه ۱۵ ثانیه | ۳۰°۰۶′جنوبی ۶۴°۴۲′شرقی / ۳۰٫۱°جنوبی ۶۴٫۷°شرقی   | ۱۶۰ کیلومتر (۹۹ مایل)  |                 | [ ۱ ]    |
| ۲۸ ژانویه ۵۷۵  | ۰۱:۳۰:۰۱           | ۶۹         | جزئی   | ۰٫۴۲۳۴ | —                 | ۶۲°۲۴′جنوبی ۴۹°۵۴′غربی / ۶۲٫۴°جنوبی ۴۹٫۹°غربی   | —                      |                 | [ ۱ ]    |
| ۲۶ فوریه ۵۷۵   | ۱۵:۱۸:۳۲           | ۱۰۷        | جزئی   | ۰٫۰۷۵۶ | —                 | ۶۱°۱۸′شمالی ۱۰۰°۴۲′غربی / ۶۱٫۳°شمالی ۱۰۰٫۷°غربی | —                      |                 | [ ۱ ]    |
| ۲۳ ژوئیه ۵۷۵   | ۰۸:۲۳:۰۰           | ۷۴         | جزئی   | ۰٫۵۸۷۱ | —                 | ۶۳°۱۲′شمالی ۱۴۸°۰۶′غربی / ۶۳٫۲°شمالی ۱۴۸٫۱°غربی | —                      |                 | [ ۱ ]    |
| ۲۱ اوت ۵۷۵     | ۱۷:۰۶:۵۱           | ۱۱۲        | جزئی   | ۰٫۳۱۳۷ | —                 | ۶۱°۳۰′جنوبی ۱۲۳°۱۸′غربی / ۶۱٫۵°جنوبی ۱۲۳٫۳°غربی | —                      |                 | [ ۱ ]    |
| ۱۷ ژانویه ۵۷۶  | ۰۳:۲۷:۴۰           | ۷۹         | حلقه‌ای | ۰٫۹۱۹۶ | ۰۷ دقیقه ۱۷ ثانیه | ۵۸°۲۴′جنوبی ۱۷۴°۳۰′شرقی / ۵۸٫۴°جنوبی ۱۷۴٫۵°شرقی | ۴۰۲ کیلومتر (۲۵۰ مایل) |                 | [ ۱ ]    |
| ۱۲ ژوئیه ۵۷۶   | ۰۱:۱۸:۴۴           | ۸۴         | کامل   | ۱٫۰۷۵۵ | ۰۵ دقیقه ۲۱ ثانیه | ۵۰°۰۰′شمالی ۱۶۷°۳۰′غربی / ۵۰٫۰°شمالی ۱۶۷٫۵°غربی | ۲۸۰ کیلومتر (۱۷۰ مایل) |                 | [ ۱ ]    |
| ۵ ژانویه ۵۷۷   | ۰۲:۴۱:۰۴           | ۸۹         | حلقه‌ای | ۰٫۹۲۹۰ | ۰۹ دقیقه ۰۳ ثانیه | ۲۰°۴۲′جنوبی ۱۶۲°۱۸′شرقی / ۲۰٫۷°جنوبی ۱۶۲٫۳°شرقی | ۲۶۶ کیلومتر (۱۶۵ مایل) |                 | [ ۱ ]    |
| ۱ ژوئیه ۵۷۷    | ۱۷:۲۱:۵۲           | ۹۴         | کامل   | ۱٫۰۴۵۳ | ۰۴ دقیقه ۳۳ ثانیه | ۸°۱۸′شمالی ۶۲°۲۴′غربی / ۸٫۳°شمالی ۶۲٫۴°غربی     | ۱۵۶ کیلومتر (۹۷ مایل)  |                 | [ ۱ ]    |
| ۲۵ دسامبر ۵۷۷  | ۰۶:۳۹:۵۱           | ۹۹         | حلقه‌ای | ۰٫۹۶۹۱ | ۰۳ دقیقه ۳۰ ثانیه | ۲۲°۱۲′شمالی ۹۵°۱۲′شرقی / ۲۲٫۲°شمالی ۹۵٫۲°شرقی   | ۱۶۰ کیلومتر (۹۹ مایل)  |                 | [ ۱ ]    |
| ۲۱ ژوئیه ۵۷۸   | ۰۴:۰۶:۳۱           | ۱۰۴        | جزئی   | ۰٫۸۴۹۴ | —                 | ۶۵°۴۲′جنوبی ۱۲۴°۱۲′شرقی / ۶۵٫۷°جنوبی ۱۲۴٫۲°شرقی | —                      |                 | [ ۱ ]    |
| ۱۵ نوامبر ۵۷۸  | ۰۶:۴۶:۵۲           | ۷۱         | جزئی   | ۰٫۳۴۹۶ | —                 | ۶۹°۰۰′جنوبی ۵۹°۴۸′غربی / ۶۹٫۰°جنوبی ۵۹٫۸°غربی   | —                      |                 | [ ۱ ]    |
| ۱۴ دسامبر ۵۷۸  | ۱۷:۵۱:۳۱           | ۱۰۹        | جزئی   | ۰٫۳۴۸۸ | —                 | ۶۶°۱۲′شمالی ۷۶°۱۲′غربی / ۶۶٫۲°شمالی ۷۶٫۲°غربی   | —                      |                 | [ ۱ ]    |
| ۱۱ مه ۵۷۹      | ۱۶:۴۸:۰۵           | ۷۶         | حلقه‌ای | ۰٫۹۳۶۵ | ۰۴ دقیقه ۱۵ ثانیه | ۸۰°۱۸′شمالی ۱۶۳°۱۸′غربی / ۸۰٫۳°شمالی ۱۶۳٫۳°غربی | ۹۲۶ کیلومتر (۵۷۵ مایل) |                 | [ ۱ ]    |
| ۴ نوامبر ۵۷۹   | ۲۲:۳۱:۴۵           | ۸۱         | کامل   | ۱٫۰۳۴۴ | ۰۲ دقیقه ۲۴ ثانیه | ۵۹°۲۴′جنوبی ۱۵۷°۰۶′غربی / ۵۹٫۴°جنوبی ۱۵۷٫۱°غربی | ۱۶۲ کیلومتر (۱۰۱ مایل) |                 | [ ۱ ]    |
| ۲۹ آوریل ۵۸۰   | ۱۸:۴۱:۰۹           | ۸۶         | حلقه‌ای | ۰٫۹۷۲۴ | ۰۳ دقیقه ۰۸ ثانیه | ۲۵°۵۴′شمالی ۸۳°۳۶′غربی / ۲۵٫۹°شمالی ۸۳٫۶°غربی   | ۱۰۱ کیلومتر (۶۳ مایل)  |                 | [ ۱ ]    |
| ۲۴ اکتبر ۵۸۰   | ۱۱:۲۵:۳۳           | ۹۱         | حلقه‌ای | ۰٫۹۹۳۸ | ۰۰ دقیقه ۴۰ ثانیه | ۱۳°۵۴′جنوبی ۲۵°۱۲′شرقی / ۱۳٫۹°جنوبی ۲۵٫۲°شرقی   | ۲۲ کیلومتر (۱۴ مایل)   |                 | [ ۱ ]    |
| ۱۹ آوریل ۵۸۱   | ۰۳:۰۵:۱۴           | ۹۶         | کامل   | ۱٫۰۲۱۸ | ۰۲ دقیقه ۰۹ ثانیه | ۲۲°۳۶′جنوبی ۱۶۲°۴۸′شرقی / ۲۲٫۶°جنوبی ۱۶۲٫۸°شرقی | ۹۱ کیلومتر (۵۷ مایل)   |                 | [ ۱ ]    |
| ۱۳ اکتبر ۵۸۱   | ۱۷:۳۹:۲۳           | ۱۰۱        | حلقه‌ای | ۰٫۹۳۹۳ | ۰۶ دقیقه ۳۸ ثانیه | ۳۵°۲۴′شمالی ۵۳°۳۰′غربی / ۳۵٫۴°شمالی ۵۳٫۵°غربی   | ۳۲۱ کیلومتر (۱۹۹ مایل) |                 | [ ۱ ]    |
| ۱۰ مارس ۵۸۲    | ۰۹:۴۴:۴۳           | ۶۸         | جزئی   | ۰٫۴۷۳۷ | —                 | ۷۱°۴۸′شمالی ۲۳°۰۶′غربی / ۷۱٫۸°شمالی ۲۳٫۱°غربی   | —                      |                 | [ ۱ ]    |
| ۸ آوریل ۵۸۲    | ۱۷:۴۴:۳۶           | ۱۰۶        | جزئی   | ۰٫۴۸۶۱ | —                 | ۷۱°۲۴′جنوبی ۰°۳۶′غربی / ۷۱٫۴°جنوبی ۰٫۶°غربی     | —                      |                 | [ ۱ ]    |
| ۳ سپتامبر ۵۸۲  | ۰۰:۳۳:۲۸           | ۷۳         | جزئی   | ۰٫۰۵۱۱ | —                 | ۷۱°۳۰′جنوبی ۱۲۳°۳۰′شرقی / ۷۱٫۵°جنوبی ۱۲۳٫۵°شرقی | —                      |                 | [ ۱ ]    |
| ۲ اکتبر ۵۸۲    | ۱۷:۵۰:۲۰           | ۱۱۱        | جزئی   | ۰٫۲۲۷۶ | —                 | ۷۱°۴۸′شمالی ۶°۰۰′شرقی / ۷۱٫۸°شمالی ۶٫۰°شرقی     | —                      |                 | [ ۱ ]    |
| ۲۸ فوریه ۵۸۳   | ۰۱:۳۷:۲۸           | ۷۸         | کامل   | ۱٫۰۳۲۹ | ۰۲ دقیقه ۵۵ ثانیه | ۲۸°۴۲′شمالی ۱۶۷°۴۸′شرقی / ۲۸٫۷°شمالی ۱۶۷٫۸°شرقی | ۱۳۹ کیلومتر (۸۶ مایل)  |                 | [ ۱ ]    |
| ۲۳ اوت ۵۸۳     | ۰۴:۴۴:۲۲           | ۸۳         | حلقه‌ای | ۰٫۹۸۳۴ | ۰۱ دقیقه ۳۸ ثانیه | ۳۶°۰۶′جنوبی ۱۱۵°۱۲′شرقی / ۳۶٫۱°جنوبی ۱۱۵٫۲°شرقی | ۸۹ کیلومتر (۵۵ مایل)   |                 | [ ۱ ]    |
| ۱۷ فوریه ۵۸۴   | ۱۲:۴۵:۲۶           | ۸۸         | حلقه‌ای | ۰٫۹۷۸۸ | ۰۲ دقیقه ۲۱ ثانیه | ۱۷°۳۰′جنوبی ۱۴°۴۲′شرقی / ۱۷٫۵°جنوبی ۱۴٫۷°شرقی   | ۷۶ کیلومتر (۴۷ مایل)   |                 | [ ۱ ]    |
| ۱۱ اوت ۵۸۴     | ۱۶:۱۸:۳۵           | ۹۳         | کامل   | ۱٫۰۴۶۷ | ۰۴ دقیقه ۲۷ ثانیه | ۱۶°۰۶′شمالی ۴۳°۲۴′غربی / ۱۶٫۱°شمالی ۴۳٫۴°غربی   | ۱۵۵ کیلومتر (۹۶ مایل)  |                 | [ ۱ ]    |
| ۵ فوریه ۵۸۵    | ۱۶:۲۷:۴۰           | ۹۸         | حلقه‌ای | ۰٫۹۲۵۳ | ۰۶ دقیقه ۰۱ ثانیه | ۷۰°۱۲′جنوبی ۸°۵۴′غربی / ۷۰٫۲°جنوبی ۸٫۹°غربی     | ۵۴۱ کیلومتر (۳۳۶ مایل) |                 | [ ۱ ]    |
| ۱ اوت ۵۸۵      | ۰۸:۳۷:۵۴           | ۱۰۳        | کامل   | ۱٫۰۶۸۷ | ۰۴ دقیقه ۲۲ ثانیه | ۶۴°۳۶′شمالی ۸۹°۳۶′شرقی / ۶۴٫۶°شمالی ۸۹٫۶°شرقی   | ۳۳۶ کیلومتر (۲۰۹ مایل) |                 | [ ۱ ]    |
| ۲۶ دسامبر ۵۸۵  | ۲۱:۴۵:۲۸           | ۷۰         | جزئی   | ۰٫۱۵۶۹ | —                 | ۶۶°۳۰′شمالی ۱۱۹°۴۲′غربی / ۶۶٫۵°شمالی ۱۱۹٫۷°غربی | —                      |                 | [ ۱ ]    |
| ۲۵ ژانویه ۵۸۶  | ۱۵:۴۷:۱۳           | ۱۰۸        | جزئی   | ۰٫۰۵۵۹ | —                 | ۶۹°۲۴′جنوبی ۱۱۹°۱۲′شرقی / ۶۹٫۴°جنوبی ۱۱۹٫۲°شرقی | —                      |                 | [ ۱ ]    |
| ۲۲ ژوئیه ۵۸۶   | ۱۶:۳۸:۳۲           | ۷۵         | جزئی   | ۰٫۸۳۸۰ | —                 | ۶۶°۰۰′جنوبی ۳۸°۱۸′غربی / ۶۶٫۰°جنوبی ۳۸٫۳°غربی   | —                      |                 | [ ۱ ]    |
| ۲۲ ژوئیه ۵۸۶   | ۰۱:۰۷:۱۹           | ۱۱۳        | جزئی   | ۰٫۰۸۶۹ | —                 | ۶۸°۳۶′شمالی ۱۵°۳۰′غربی / ۶۸٫۶°شمالی ۱۵٫۵°غربی   | —                      |                 | [ ۱ ]    |
| ۱۶ دسامبر ۵۸۶  | ۰۳:۴۹:۲۲           | ۸۰         | حلقه‌ای | ۰٫۹۸۴۸ | ۰۱ دقیقه ۳۸ ثانیه | ۲۲°۴۲′شمالی ۱۴۸°۱۸′شرقی / ۲۲٫۷°شمالی ۱۴۸٫۳°شرقی | ۷۸ کیلومتر (۴۸ مایل)   |                 | [ ۱ ]    |
| ۱۲ ژوئیه ۵۸۷   | ۰۱:۲۴:۲۹           | ۸۵         | حلقه‌ای | ۰٫۹۷۶۱ | ۰۳ دقیقه ۰۱ ثانیه | ۳°۲۴′شمالی ۱۷۸°۳۶′غربی / ۳٫۴°شمالی ۱۷۸٫۶°غربی   | ۹۱ کیلومتر (۵۷ مایل)   |                 | [ ۱ ]    |
| ۵ دسامبر ۵۸۷   | ۱۶:۳۶:۲۸           | ۹۰         | کامل   | ۱٫۰۳۷۳ | ۰۳ دقیقه ۲۶ ثانیه | ۲۲°۰۶′جنوبی ۵۰°۰۶′غربی / ۲۲٫۱°جنوبی ۵۰٫۱°غربی   | ۱۲۵ کیلومتر (۷۸ مایل)  |                 | [ ۱ ]    |
| ۳۱ مه ۵۸۸      | ۰۳:۳۱:۱۰           | ۹۵         | حلقه‌ای | ۰٫۹۴۷۸ | ۰۵ دقیقه ۱۸ ثانیه | ۴۷°۰۶′شمالی ۱۳۷°۲۴′شرقی / ۴۷٫۱°شمالی ۱۳۷٫۴°شرقی | ۲۱۲ کیلومتر (۱۳۲ مایل) |                 | [ ۱ ]    |
| ۲۴ نوامبر ۵۸۸  | ۰۸:۱۶:۲۶           | ۱۰۰        | کامل   | ۱٫۰۳۹۰ | ۰۲ دقیقه ۳۸ ثانیه | ۵۹°۱۸′جنوبی ۵۳°۰۶′شرقی / ۵۹٫۳°جنوبی ۵۳٫۱°شرقی   | ۱۷۲ کیلومتر (۱۰۷ مایل) |                 | [ ۱ ]    |
| ۲۰ مه ۵۸۹      | ۰۴:۴۰:۲۰           | ۱۰۵        | جزئی   | ۰٫۶۶۳۲ | —                 | ۶۳°۱۲′شمالی ۸°۵۴′غربی / ۶۳٫۲°شمالی ۸٫۹°غربی     | —                      |                 | [ ۱ ]    |
| ۱۵ اکتبر ۵۸۹   | ۰۸:۴۷:۱۱           | ۷۲         | جزئی   | ۰٫۱۹۱۷ | —                 | ۶۱°۱۲′شمالی ۱۳۷°۰۰′شرقی / ۶۱٫۲°شمالی ۱۳۷٫۰°شرقی | —                      |                 | [ ۱ ]    |
| ۱۳ نوامبر ۵۸۹  | ۲۲:۰۷:۳۲           | ۱۱۰        | جزئی   | ۰٫۳۳۲۰ | —                 | ۶۲°۵۴′جنوبی ۹۲°۵۴′شرقی / ۶۲٫۹°جنوبی ۹۲٫۹°شرقی   | —                      |                 | [ ۱ ]    |
| ۱۰ آوریل ۵۹۰   | ۰۲:۰۶:۴۰           | ۷۷         | کامل   | ۱٫۰۳۱۸ | ۰۲ دقیقه ۳۳ ثانیه | ۳۶°۰۰′جنوبی ۱۶۵°۱۲′غربی / ۳۶٫۰°جنوبی ۱۶۵٫۲°غربی | ۱۶۶ کیلومتر (۱۰۳ مایل) |                 | [ ۱ ]    |
| ۴ اکتبر ۵۹۰    | ۱۳:۰۲:۰۰           | ۸۲         | حلقه‌ای | ۰٫۹۳۰۳ | ۰۶ دقیقه ۵۰ ثانیه | ۳۹°۳۰′شمالی ۳۱°۰۶′شرقی / ۳۹٫۵°شمالی ۳۱٫۱°شرقی   | ۴۱۱ کیلومتر (۲۵۵ مایل) |                 | [ ۱ ]    |
| ۳۰ مارس ۵۹۱    | ۱۷:۴۵:۵۰           | ۸۷         | کامل   | ۱٫۰۶۹۷ | ۰۵ دقیقه ۴۱ ثانیه | ۳°۱۲′شمالی ۶۴°۴۸′غربی / ۳٫۲°شمالی ۶۴٫۸°غربی     | ۲۲۷ کیلومتر (۱۴۱ مایل) |                 | [ ۱ ]    |
| ۲۳ سپتامبر ۵۹۱ | ۱۲:۳۹:۴۹           | ۹۲         | حلقه‌ای | ۰٫۹۳۱۷ | ۰۷ دقیقه ۵۱ ثانیه | ۳°۲۴′شمالی ۱۰°۱۸′شرقی / ۳٫۴°شمالی ۱۰٫۳°شرقی     | ۲۵۶ کیلومتر (۱۵۹ مایل) |                 | [ ۱ ]    |
| ۱۹ مارس ۵۹۲    | ۱۰:۱۹:۲۶           | ۹۷         | کامل   | ۱٫۰۴۷۰ | ۰۳ دقیقه ۲۹ ثانیه | ۳۸°۰۰′شمالی ۲۱°۳۰′شرقی / ۳۸٫۰°شمالی ۲۱٫۵°شرقی   | ۲۱۳ کیلومتر (۱۳۲ مایل) |                 | [ ۱ ]    |
| ۱۱ سپتامبر ۵۹۲ | ۱۵:۰۶:۰۲           | ۱۰۲        | حلقه‌ای | ۰٫۹۶۷۳ | ۰۳ دقیقه ۰۷ ثانیه | ۳۰°۳۶′جنوبی ۴۸°۴۸′غربی / ۳۰٫۶°جنوبی ۴۸٫۸°غربی   | ۱۴۹ کیلومتر (۹۳ مایل)  |                 | [ ۱ ]    |
| ۷ فوریه ۵۹۳    | ۰۹:۲۹:۱۷           | ۶۹         | جزئی   | ۰٫۳۸۰۴ | —                 | ۶۱°۴۸′جنوبی ۱۷۹°۳۰′غربی / ۶۱٫۸°جنوبی ۱۷۹٫۵°غربی | —                      |                 | [ ۱ ]    |
| ۸ مارس ۵۹۳     | ۲۳:۰۷:۵۴           | ۱۰۷        | جزئی   | ۰٫۱۳۴۱ | —                 | ۶۱°۰۰′شمالی ۱۳۲°۳۰′شرقی / ۶۱٫۰°شمالی ۱۳۲٫۵°شرقی | —                      |                 | [ ۱ ]    |
| ۲ اوت ۵۹۳      | ۱۵:۵۸:۲۰           | ۷۴         | جزئی   | ۰٫۴۷۴۳ | —                 | ۶۲°۳۰′شمالی ۸۸°۱۲′شرقی / ۶۲٫۵°شمالی ۸۸٫۲°شرقی   | —                      |                 | [ ۱ ]    |
| ۱ سپتامبر ۵۹۳  | ۰۰:۵۳:۱۵           | ۱۱۲        | جزئی   | ۰٫۴۱۰۰ | —                 | ۶۱°۰۶′جنوبی ۱۱۰°۳۶′شرقی / ۶۱٫۱°جنوبی ۱۱۰٫۶°شرقی | —                      |                 | [ ۱ ]    |
| ۲۷ ژانویه ۵۹۴  | ۱۱:۱۵:۳۵           | ۷۹         | حلقه‌ای | ۰٫۹۲۰۷ | ۰۷ دقیقه ۱۰ ثانیه | ۵۵°۴۲′جنوبی ۶۰°۵۴′شرقی / ۵۵٫۷°جنوبی ۶۰٫۹°شرقی   | ۴۰۳ کیلومتر (۲۵۰ مایل) |                 | [ ۱ ]    |
| ۲۳ ژوئیه ۵۹۴   | ۰۸:۵۲:۴۶           | ۸۴         | کامل   | ۱٫۰۷۲۰ | ۰۴ دقیقه ۵۸ ثانیه | ۵۱°۱۸′شمالی ۸۳°۵۴′شرقی / ۵۱٫۳°شمالی ۸۳٫۹°شرقی   | ۲۸۰ کیلومتر (۱۷۰ مایل) |                 | [ ۱ ]    |
| ۱۶ ژانویه ۵۹۵  | ۱۰:۳۹:۵۶           | ۸۹         | حلقه‌ای | ۰٫۹۳۲۴ | ۰۸ دقیقه ۲۰ ثانیه | ۱۹°۳۰′جنوبی ۴۲°۵۴′شرقی / ۱۹٫۵°جنوبی ۴۲٫۹°شرقی   | ۲۵۳ کیلومتر (۱۵۷ مایل) |                 | [ ۱ ]    |
| ۱۳ ژوئیه ۵۹۵   | ۰۰:۳۸:۲۴           | ۹۴         | کامل   | ۱٫۰۴۰۹ | ۰۴ دقیقه ۰۲ ثانیه | ۱۱°۲۴′شمالی ۱۷۱°۵۴′غربی / ۱۱٫۴°شمالی ۱۷۱٫۹°غربی | ۱۳۹ کیلومتر (۸۶ مایل)  |                 | [ ۱ ]    |
| ۵ ژانویه ۵۹۶   | ۱۵:۰۵:۳۱           | ۹۹         | حلقه‌ای | ۰٫۹۷۳۳ | ۰۲ دقیقه ۵۶ ثانیه | ۲۲°۰۰′شمالی ۳۴°۱۲′غربی / ۲۲٫۰°شمالی ۳۴٫۲°غربی   | ۱۳۵ کیلومتر (۸۴ مایل)  |                 | [ ۱ ]    |
| ۱ ژوئیه ۵۹۶    | ۱۰:۵۴:۳۳           | ۱۰۴        | حلقه‌ای | ۰٫۹۸۲۷ | —                 | ۶۴°۴۲′جنوبی ۱۱°۳۰′شرقی / ۶۴٫۷°جنوبی ۱۱٫۵°شرقی   | —                      |                 | [ ۱ ]    |
| ۲۵ نوامبر ۵۹۶  | ۱۵:۳۶:۴۹           | ۷۱         | جزئی   | ۰٫۳۴۵۵ | —                 | ۶۸°۰۰′جنوبی ۱۵۵°۱۲′شرقی / ۶۸٫۰°جنوبی ۱۵۵٫۲°شرقی | —                      |                 | [ ۱ ]    |
| ۲۵ دسامبر ۵۹۶  | ۰۲:۳۸:۰۱           | ۱۰۹        | جزئی   | ۰٫۳۵۸۴ | —                 | ۶۵°۱۲′شمالی ۱۴۱°۱۲′شرقی / ۶۵٫۲°شمالی ۱۴۱٫۲°شرقی | —                      |                 | [ ۱ ]    |
| ۲۱ مه ۵۹۷      | ۲۳:۱۳:۲۵           | ۷۶         | جزئی   | ۰٫۸۸۱۵ | —                 | ۶۸°۳۰′شمالی ۴۶°۰۰′شرقی / ۶۸٫۵°شمالی ۴۶٫۰°شرقی   | —                      |                 | [ ۱ ]    |
| ۱۵ نوامبر ۵۹۷  | ۰۷:۱۶:۱۲           | ۸۱         | کامل   | ۱٫۰۳۱۰ | ۰۲ دقیقه ۰۷ ثانیه | ۶۳°۴۲′جنوبی ۷۴°۳۰′شرقی / ۶۳٫۷°جنوبی ۷۴٫۵°شرقی   | ۱۴۸ کیلومتر (۹۲ مایل)  |                 | [ ۱ ]    |
| ۱۱ مه ۵۹۸      | ۰۱:۲۷:۲۱           | ۸۶         | حلقه‌ای | ۰٫۹۷۶۶ | ۰۲ دقیقه ۳۱ ثانیه | ۳۳°۳۶′شمالی ۱۷۳°۲۴′شرقی / ۳۳٫۶°شمالی ۱۷۳٫۴°شرقی | ۸۶ کیلومتر (۵۳ مایل)   |                 | [ ۱ ]    |
| ۴ نوامبر ۵۹۸   | ۱۹:۴۸:۱۶           | ۹۱         | حلقه‌ای | ۰٫۹۸۸۸ | ۰۱ دقیقه ۱۳ ثانیه | ۱۸°۰۰′جنوبی ۱۰۱°۱۸′غربی / ۱۸٫۰°جنوبی ۱۰۱٫۳°غربی | ۴۰ کیلومتر (۲۵ مایل)   |                 | [ ۱ ]    |
| ۳۰ آوریل ۵۹۹   | ۱۰:۲۳:۵۶           | ۹۶         | کامل   | ۱٫۰۲۸۱ | ۰۲ دقیقه ۵۲ ثانیه | ۱۴°۴۸′جنوبی ۴۹°۰۶′شرقی / ۱۴٫۸°جنوبی ۴۹٫۱°شرقی   | ۱۱۰ کیلومتر (۶۸ مایل)  |                 | [ ۱ ]    |
| ۲۵ اکتبر ۵۹۹   | ۰۱:۳۲:۳۶           | ۱۰۱        | حلقه‌ای | ۰٫۹۳۵۲ | ۰۷ دقیقه ۳۲ ثانیه | ۳۰°۳۶′شمالی ۱۷۵°۳۰′غربی / ۳۰٫۶°شمالی ۱۷۵٫۵°غربی | ۳۳۷ کیلومتر (۲۰۹ مایل) |                 | [ ۱ ]    |
| ۲۰ مارس ۶۰۰    | ۱۷:۴۷:۰۱           | ۶۸         | جزئی   | ۰٫۳۹۰۷ | —                 | ۷۱°۴۸′شمالی ۱۵۸°۳۰′غربی / ۷۱٫۸°شمالی ۱۵۸٫۵°غربی | —                      |                 | [ ۱ ]    |
| ۱۹ آوریل ۶۰۰   | ۰۱:۲۵:۲۹           | ۱۰۶        | جزئی   | ۰٫۶۰۲۱ | —                 | ۷۰°۵۴′جنوبی ۱۳۰°۰۰′غربی / ۷۰٫۹°جنوبی ۱۳۰٫۰°غربی | —                      |                 | [ ۱ ]    |
| ۱۳ اکتبر ۶۰۰   | ۰۱:۲۵:۲۱           | ۱۱۱        | جزئی   | ۰٫۲۷۳۴ | —                 | ۷۱°۳۰′شمالی ۱۲۲°۳۰′غربی / ۷۱٫۵°شمالی ۱۲۲٫۵°غربی | —                      |                 | [ ۱ ]    |